# Confolens (commune déléguée)
Confolens (prononcer [kɔ̃fɔlɑ̃]) (en occitan : Confolent) est une ancienne commune du Sud-Ouest de la France située dans le département de la Charente en région Nouvelle-Aquitaine. Elle est connue pour son festival, le festival de Confolens.

## Géographie

### Localisation et accès
Confolens est l'une des deux sous-préfectures du département de la Charente. Elle est située au nord-est du département, et elle est la capitale de la Charente limousine.
Édifiée de part et d'autre de la Vienne, la ville de Confolens est située à 65 km d'Angoulême, 55 km de Limoges et 70 km de Poitiers, les trois grandes villes régionales voisines. Confolens constitue, du fait de son éloignement relatif de ces pôles urbains, un centre intermédiaire dont le développement est autonome.
À 40 minutes des aéroports de Limoges et d'Angoulême, à une heure du TGV Atlantique (Angoulême ou Poitiers), située sur l'axe est-ouest route Centre-Europe Atlantique, point d'éclatement vers « l'Arc atlantique », La Rochelle et Bordeaux vers l'ouest, et Guéret, Montluçon et Mâcon vers l'est, Confolens est un lieu de passage et d'accueil.
Confolens est traversé par deux axes majeurs régionaux : la D 951, d'Angoulême à Bellac et Guéret, maillon de la route Centre-Europe Atlantique, et pour laquelle une déviation a été faite en 1976. Perpendiculairement, la D 948, route de Limoges à Niort. Ces deux routes traversent la Vienne à Confolens.
L'axe routier majeur traversant l'arrondissement, la RN 141, passe à près de 20 km au sud de la ville. Confolens n'apparaît donc pas au sens strict comme la ville-centre de l'arrondissement et, sur le plan économique, elle doit compter avec la concurrence de Chasseneuil-sur-Bonnieure, Roumazières-Loubert et Chabanais qui disposent d'un réseau d'entreprises plus dense et sont beaucoup mieux reliées à Angoulême et Limoges. Cet isolement semble renforcé depuis l'été 2006 par la recommandation, pas toujours observée, faite aux poids-lourds circulant sur la D.951 de passer par Chabanais et Limoges plutôt que par Saint-Claud, Confolens et Bellac, route plus directe entre Angoulême et Guéret, offrant moins de dénivelés et relativement bien aménagée. Toutefois, la N.141 est en cours de mise à 2 × 2 voies entre Angoulême et Limoges.

### Communes limitrophes
| Lessac           | Saint-Germain-de-Confolens |      |
| Hiesse           | Confolens                  | Esse |
| Ansac-sur-Vienne | Saint-Maurice-des-Lions    |      |

### Géologie et relief
Comme toute cette partie nord-est du département de la Charente qu'on appelle la Charente limousine, la commune se trouve sur le plateau du Limousin, partie occidentale du Massif central, composé de roches cristallines et métamorphiques, relique de la chaîne hercynienne.
Le sol de la commune se compose essentiellement de granite, et de diorite. Le plateau du nord-ouest de la commune (entre chez Nadaud et l'Alouette) est couvert d'arènes sablo-argileuses de nature détritique. L'extrême sud de la commune, entre Ansac et le Goire, se compose de gneiss et de diorite quartzifère,,.
La commune de Confolens occupe la vallée de la Vienne, qui forme une entaille nord-sud dans la bordure occidentale du plateau limousin. Le relief est assez vallonné, et les vallées de la Vienne et du Goire sont en V. Le point culminant de la commune est de 222 m, situé au nord-ouest. Le point le plus bas est 127 m, situé le long de la Vienne en limite nord. La ville de Confolens s'étage sur les flancs de la Vienne, entre 130 et 200 m d'altitude.

### Hydrographie
Confolens est située au confluent de la Vienne et du Goire. Cette situation est à l'origine de son nom. 

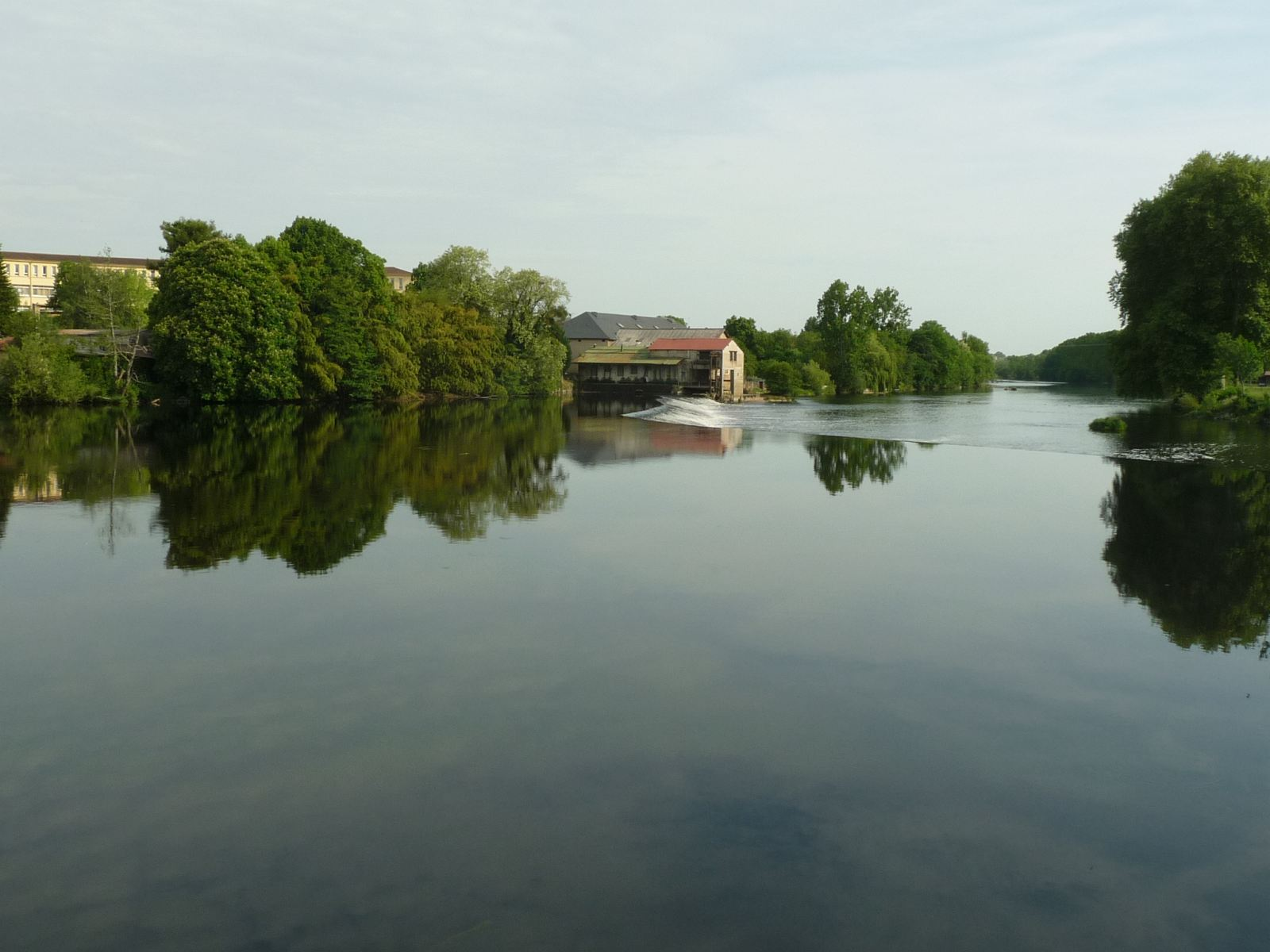
La Vienne vue vers l'aval.
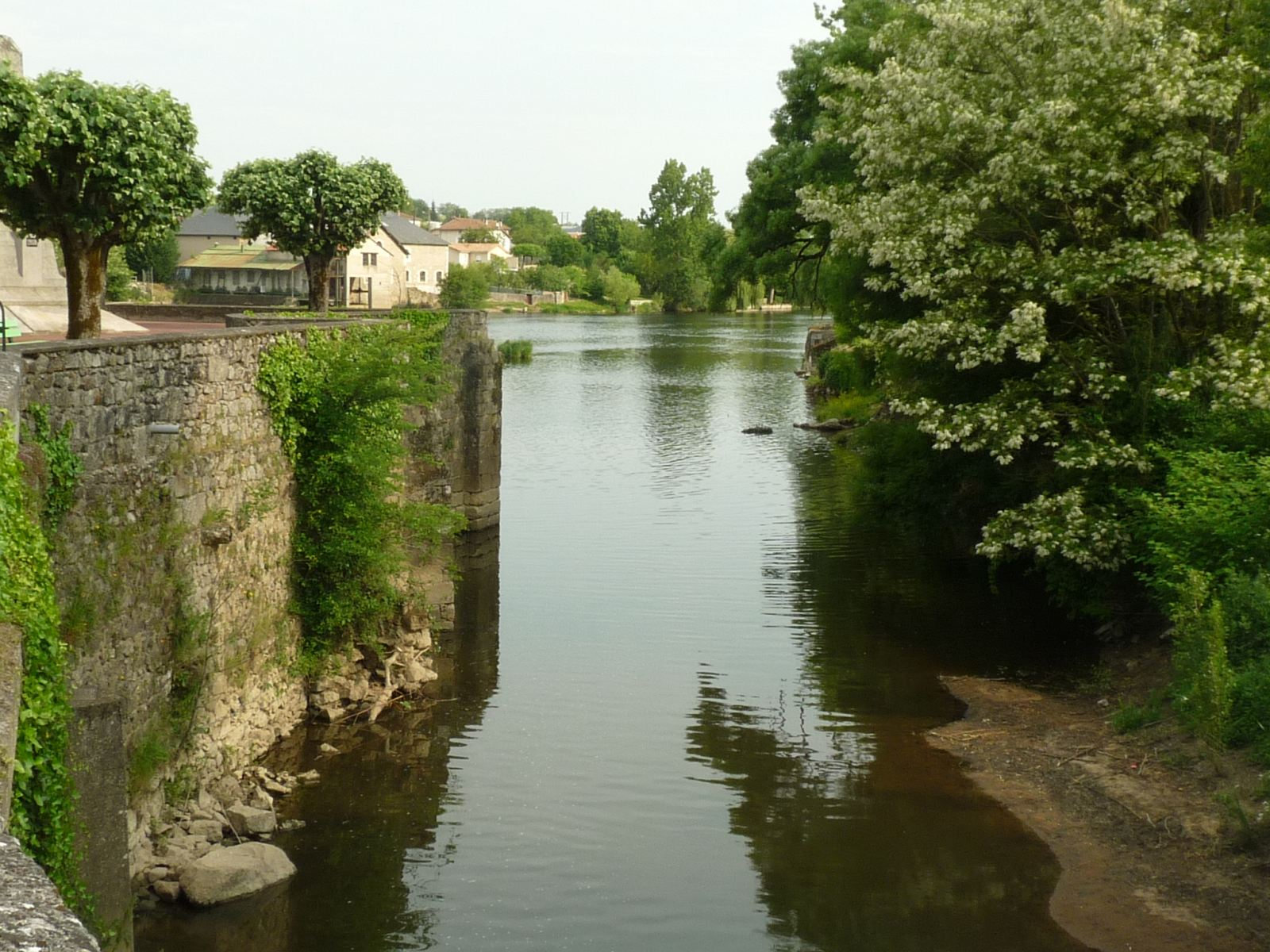
Le Goire et son confluent avec la Vienne.
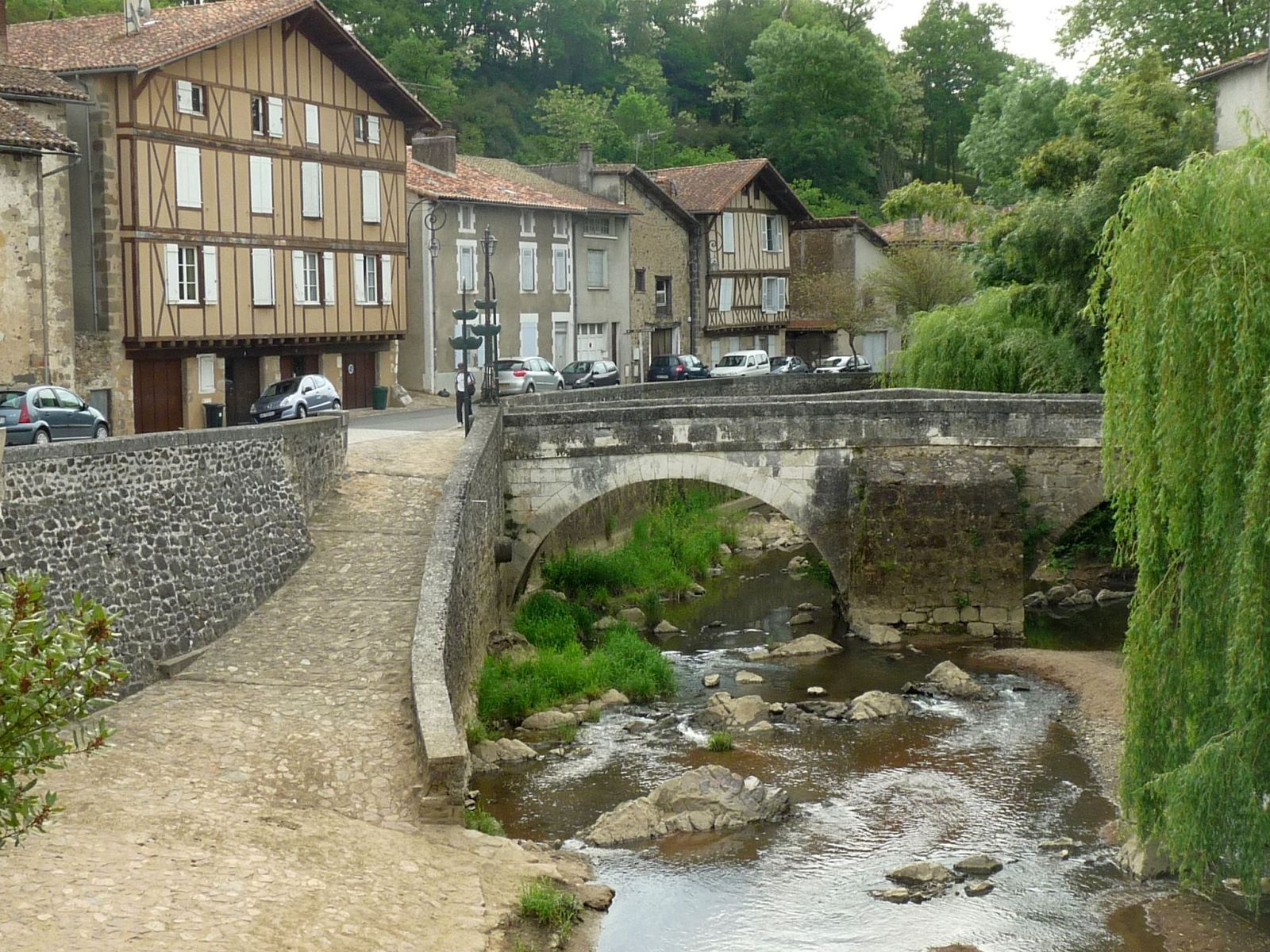
Le Goire en bas de la ville.

### Climat
Le climat est océanique dégradé. C'est celui de la Charente limousine, plus humide et plus frais que celui du reste du département, et il est plus semblable à celui de la ville de Limoges que celui de la station départementale de Cognac.
| Mois                              | jan. | fév. | mars | avril | mai   | juin | jui. | août | sep. | oct. | nov. | déc.  | année   |
| --------------------------------- | ---- | ---- | ---- | ----- | ----- | ---- | ---- | ---- | ---- | ---- | ---- | ----- | ------- |
| Température minimale moyenne (°C) | 0,9  | 1,9  | 3,1  | 5     | 8,7   | 11,8 | 14,1 | 13,8 | 11,7 | 8,3  | 4,1  | 2,1   | 7,1     |
| Température moyenne (°C)          | 3,6  | 4,9  | 6,8  | 9     | 12,7  | 16,1 | 18,7 | 18,4 | 16,1 | 12   | 7,2  | 4,9   | 10,9    |
| Température maximale moyenne (°C) | 6,3  | 8    | 10,4 | 12,9  | 16,8  | 20,4 | 23,3 | 23   | 20,5 | 15,6 | 10,3 | 7,6   | 14,6    |
| Ensoleillement (h)                | 80   | 97   | 138  | 180   | 182   | 233  | 264  | 249  | 207  | 146  | 111  | 88    | 1 975   |
| Précipitations (mm)               | 96,7 | 90,5 | 90,9 | 80,5  | 104,2 | 70   | 65,7 | 71,2 | 73,5 | 92,1 | 85,8 | 101,8 | 1 022,9 |

| Ville             | Ensoleillement · (h/an) | Pluie · (mm/an) |
| ----------------- | ----------------------- | --------------- |
| Médiane nationale | 1 852                   | 835             |
| Confolens         | 1 975                   | 1023            |
| Paris             | 1 717                   | 634             |
| Nice              | 2 760                   | 791             |
| Strasbourg        | 1 747                   | 636             |
| Brest             | 1 555                   | 1 230           |
| Bordeaux          | 2 070                   | 987             |

### Voies de communication et transports

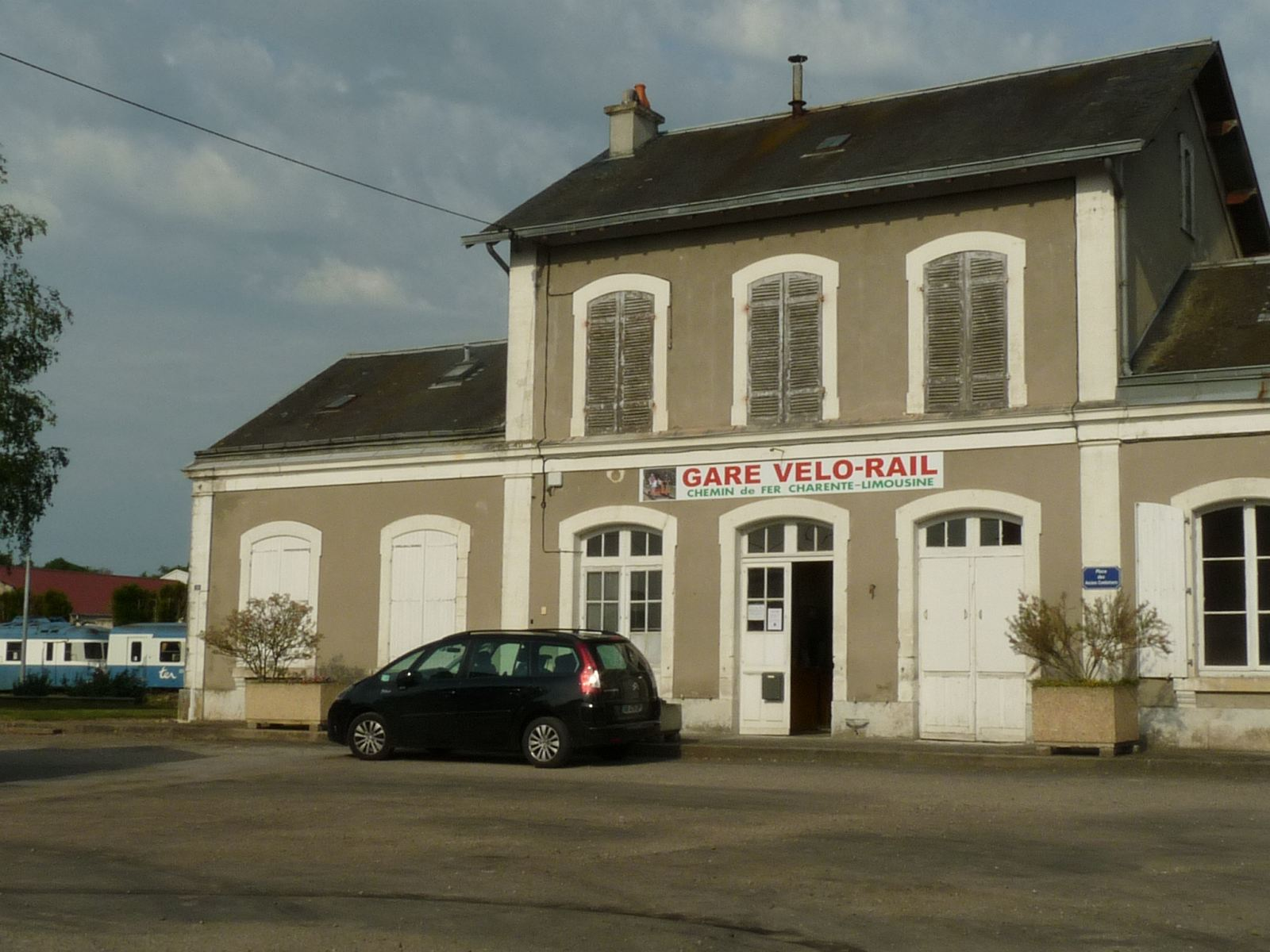
L'ancienne gare aménagée pour le vélo-rail.

La desserte ferroviaire pour voyageurs de Confolens par la voie ferrée de Roumazières et le Petit Mairat a disparu peu après la Libération. Aujourd'hui, la gare la plus proche, celle de Roumazières-Loubert, est à 17 km (ligne Angoulême-Limoges). De plus, en matière de transports en commun, il n'existe plus aucune desserte de Confolens à destination de Limoges ou de Poitiers. L'axe Confolens-Angoulême est desservi deux fois par jour par une liaison routière conventionnée par le département de la Charente mais qui exige plus de deux heures pour parcourir le trajet. Il existe également un bus effectuant la liaison entre Confolens et la gare de Chabanais.
Aujourd'hui, l'association Chemin de Fer Charente-Limousine fait revivre l'ancienne ligne Confolens - Manot - Roumazières-Loubert en y faisant circuler des vélo-rails, et prochainement un train touristique.

## Urbanisme

### Quartiers et lieux-dits
Le faubourg de Saint-Barthélémy est situé sur la rive gauche de la Vienne et fait face au Confolens médiéval. On y trouve aussi Fontorse, et la Croix Saint-Georges. Sur la rive droite, on trouve le Châtelard, les Garennes, les Nauches, le Moulin de l'Écuyer, et le quartier récent du lycée et de la gendarmerie au sud.
La commune compte aussi de nombreuses fermes et domaines, comme Chez Garraud et Jallais au sud, Chez Nadaud, Mas Marteau, la Ferrandie ou la Martinie à l'ouest.

### Morphologie urbaine

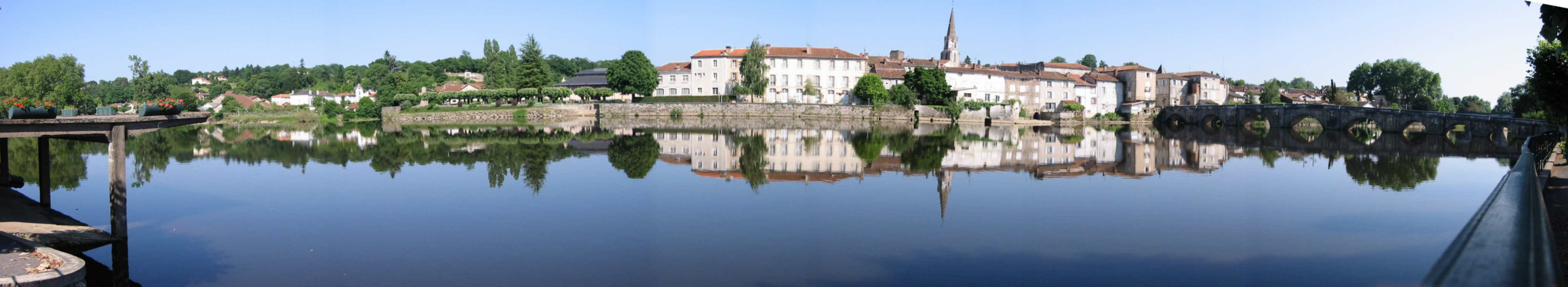
Vue de Confolens, de l'un de ses deux ponts dit « Pont Vieux », l'hôtel de ville en face, et la cité médiévale

L'inventaire général du patrimoine culturel, mené en 2004-2006, a étudié environ 650 édifices dans la partie agglomérée du centre-ville et 70 dans la zone périphérique et rurale.
Le territoire de la commune de Confolens peut être divisé en trois entités :
- la zone urbaine divisée par la Vienne ;
- la zone péri-urbaine avec un habitat individuel résidentiel, les lotissements et les zones industrielles et commerciales ;
- la zone rurale.

#### La zone rurale
Sur le territoire de la commune de Confolens, la zone rurale ne se distingue pas de ce qui a été observé sur le territoire de la communauté de communes. La plupart des fermes figurent sur la carte de Cassini (fin du XVIIIe siècle), sur le cadastre de 1826 et sur la carte d'État-Major de 1860. Certaines de ces fermes sont trop remaniées et n'ont donc pas été étudiées : chez Barrat, la Borde, la Côte, les Jardins (à l'ouest des allées de Blossac), la Grange Boireau, les Papauds. D'autres ont disparu et seule la toponymie en garde un souvenir, comme pour le hameau de Fanouillac. De même, les nombreuses cabanes de vignerons ont quasiment toutes disparu : au nord et à l'ouest des Essandries, sur le plateau qui domine le quai du Goire. Les extraits du cadastre ancien de ces écarts sont liés à une fiche spécifique écarts.

#### La zone péri-urbaine
La périphérie de la ville est occupée par quelques lotissements ou groupes de maisons individuelles qui ont peu à peu rejoint l'ancien champ de foire qui se tenait autour de la Commanderie.
Les organisations avec plans concertés sont rares. Certains établissements publics ont été repoussés au XXe siècle dans la périphérie tels la gendarmerie et le lycée. C'est également dans cette zone que se trouvent quelques villas et manoirs, ainsi que les zones commerciales.
Un seul immeuble HLM a été construit en 1965, à l'emplacement de l'ancien champ de foire Saint-Barthélemy. Les autres maisons de cette zone relèvent de l'aménagement pavillonnaire : elles sont plutôt en rez-de-chaussée avec un étage maximum, entourées d'un jardin. Dans les trois lotissements, seule une petite partie a un plan concerté, et certaines relèvent du parc social.
Les deux zones commerciales et industrielles, route de Poitiers et route de Limoges, ne présentent pas de caractère particulier. À noter cependant que sur la route de Lessac, au-delà de la gare, se trouvent réunis l'abattoir, le centre de secours et le nouveau gymnase, alors que la gendarmerie, le lycée et les deux maisons de retraite se situent aux abords de la route de Limoges.
Le camping et la station d'épuration ont été installées sur la rive droite de la Vienne, sur la route de Saint-Germain. Le stade, la piscine et les équipements sont sur la commune d'Ansac-sur-Vienne, avec une troisième zone à vocation commerciale.

#### La zone urbaine

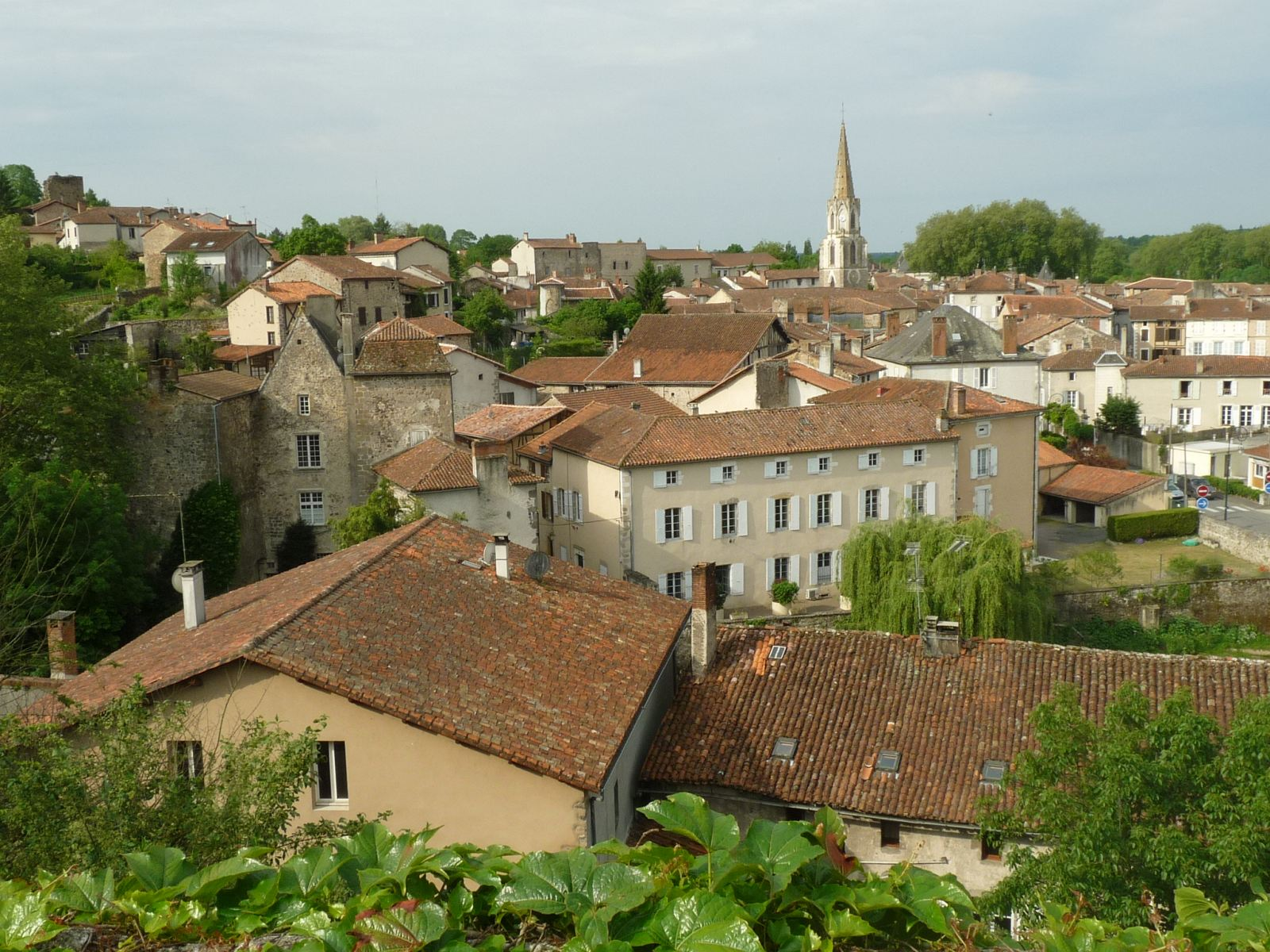
Confolens vu de Sainte-Catherine

Sur le plan de Confolens au XVIIIe siècle, la ville se limite à la zone incluse dans les remparts entre la Vienne et le Goire. Les autres parties sont mentionnées comme des faubourgs : « paroisse le faux bourg St-Michel » ; « fauxbourg du pont de Goire » ; « fauxbourg d'Ansac » ; « faubourg de la Fontorse renfermé dans les portes de ville » ; « fauxbourg de St Barthélemy ».
La présence de la Vienne a conduit la ville à se développer en deux grands ensembles, la rive gauche (quartiers de la Fontorse et de Saint-Barthélemy) et la rive droite, limitée entre la Vienne et le Goire et qui s'étend jusqu'au quartier Saint-Michel.
La ville s'organisait autour des trois églises, Saint-Barthélemy, Saint-Maxime et Saint-Michel.
Elle concentre :
- le centre administratif : donjon, palais de l'élection et la Salle au Moyen Âge ; hôtel de ville, tribunaux, prisons, lycée, collège, gendarmerie, sous-préfecture, etc. pour l'époque contemporaine ; la plupart de ces édifices a connu plusieurs emplacements successifs qui sont représentés sur des plans séparés afin d'en faciliter la compréhension ;
- un centre commercial : boutiques, foires, halles, auberges et hôtels de voyageurs ;
- un centre résidentiel : logements individuels, immeubles.

Les diverses occupations du centre urbain sont intimement mêlées dans le tissu bâti très dense, où se côtoient maisons à pans de bois (une soixantaine, avec un étage et un comble à surcroît), hôtels particuliers (une douzaine) et maisons de ville. Les immeubles de rapport sont rares. Les immeubles sont plus hauts dans le quartier Saint-Maxime (R+2 ou R+3) que dans l'ancienne paroisse Saint-Michel ou sur l'autre rive, quartiers de la Fontorse et de Saint-Barthélemy (R+1). Les commerces, qui occupent les rez-de-chaussée, se concentrent surtout dans l'ancien quartier Saint-Maxime, dans les rues qui environnent cette église. De nombreuses boutiques sont cependant aujourd'hui abandonnées.

## Toponymie
Les formes anciennes sont Confolentis en 1025-1028, Confluento (non daté).
Confolens est située au confluent de la Vienne et du Goire. Cette situation est à l'origine de son nom, du latin confluens, comme de nombreux autres lieux en France (Couflens, Couffoulens, Conflent, Conflans, etc.).

### Dialecte
La commune est dans la partie occitane de la Charente qui en occupe le tiers oriental, et le dialecte est limousin. 
En occitan, elle se nomme Confolent ou Confolens.

## Histoire
La région était peuplée dès l'époque préhistorique, comme en témoignent de nombreux monuments mégalithiques. Mais il n'est fait mention de Confolens qu'au XIe siècle.
Confolens était située sur l'ancienne voie romaine d'Angoulême à Bourges par Argenton, à l'endroit où elle traversait la Vienne. L'hypothèse d'un pont antique à l'emplacement du Pont Vieux a été émise, à la suite de la découverte de vestiges au XVIIIe siècle.
Au Moyen Âge, Confolens était sur un itinéraire transversal d'un chemin de Saint-Jacques-de-Compostelle, qui se dirigeait du Limousin vers Angoulême pour bifurquer vers Saintes (reliques de saint Eutrope), Blanzac (vers Blaye) ou Aubeterre (vers Sainte-Foy-la-Grande).
L'agglomération de Confolens a été créée par les seigneurs de Chabanais, et elle était séparée en deux par la Vienne et chaque rive dépendait d'un diocèse différent, Limoges à l'est, Poitiers à l'ouest. Cette organisation en deux diocèses est extrêmement rare : elle montre bien la situation de ville-frontière.
Au XIIe siècle, des fortifications furent édifiées pour protéger la principauté de ses puissants voisins : les comtes de la Marche et du Poitou. Confolens fut le siège d'une commanderie de l'ordre des Hospitaliers du Saint-Esprit aux XIIe et XIIIe siècles ; la chapelle a servi aux pénitents blancs en 1656.
Au XVIe siècle, elle s'émancipe de la tutelle de Chabanais. La construction des halles affirme son rôle de plaque tournante entre la côte qui fournit le sel, l'Angoumois et la Saintonge qui donnent leurs vins et le limousin, fournisseur de cuir et de bois.
La baronnie qu'elle est devenue est érigée en comté en 1604 par le roi Henri IV.
Au XVIIe siècle, trois établissements religieux importants sont construits en périphérie des zones alors urbanisées de Confolens : le couvent des Récollets, le couvent des Clarisses et la maison des sœurs de la Charité.
En 1714, l'élection de Confolens, jusqu'alors rattachée à la généralité de Limoges, revient à la généralité de Poitiers, alors que la baronnie de Champagne-Mouton quitte l'élection de Niort pour gagner celle de Confolens. Mais le faubourg du Goire reste dans la généralité de Limoges. En 1764, le consulat de Confolens est supprimé et remplacé par une mairie et des échevins. Ces charges sont électives jusqu'en 1774, puis établies à titre d'offices. Une délibération du corps de la ville de Confolens, en date du 5 avril 1777, indique que le pont Vieux était toujours défendu par ses trois tours dites de Saint-Maxime, du Mi et de Saint-Barthélemy. Leurs vestiges en ont été démolis en 1777-1778, lors de réparations effectuées sur le pont. Côté sud, la ville était protégée par un rempart doublé d'un fossé, remblayé vers 1750-1760 pour faciliter le passage entre la rue Bournadour et l'ancienne paroisse Saint-Michel (le fossé est depuis devenu la rue des Buttes. La démolition des murailles vétustes et le comblement des fossés du quartier de la Fontorse et de Saint-Barthélemy furent décidés en 1771. Ces travaux permirent de donner du travail aux chômeurs des ateliers de charité et donnèrent naissance aux allées de Blossac, se terminant côté Vienne par un escalier monumental en arc de cercle.
En 1791, le tracé de la limite de la commune de Confolens, partagée jusqu'alors entre trois paroisses principales et deux évêchés, donne lieu à discussion. Plusieurs immeubles sont saisis ou vendus comme biens nationaux : l'hôtel Dassier-des-Brosses, le palais de l'Élection, le manoir des Comtes, le donjon, etc. La ville devient siège de sous-préfecture. Le 30 brumaire an II (20 novembre 1794), les titres et papiers rappelant les droits féodaux sont brûlés sur la place publique (acte transcrit par Babinet de Rencogne, 1865).
Le plan cadastral de 1826 nous donne un état de la ville avant les travaux importants qu'elle va connaître dans les trois décennies suivantes. La route principale passait alors par l'étroite rue du Soleil et sur le pont du Goire. Malgré la démolition du pont-levis et de la porte du Goire, ce passage restait trop étroit. Un nouveau pont est donc construit en aval en 1840 et la rue dite « du Pont-Larréguy » est percée à travers un îlot préexistant. Toujours dans le souci de faciliter la circulation, un plan d'alignement est dressé par l'agent-voyer Vincent en octobre 1840. Même s'il n'est définitivement approuvé qu'en 1873, les boutiques adossées à l'église Saint-Maxime et un petit îlot construit sur ce qui devient la place du Marché commencent à être démolis. Le reculement des façades sur la Grand-Rue, devenue rue du Maquis-Foch, prévue dès cette époque, n'interviendra finalement que plus tard. Dans un souci d'hygiène, dans les mêmes années 1840, le cimetière Saint-Maxime, situé à la confluence du Goire et de la Vienne, est transféré, avec le cimetière Saint-Barthélemy, à l'extérieur de la ville, et un abattoir, destiné à éviter les abattages par les boucheries dispersées dans la ville, est construit à cet emplacement.
En 1848, les Ateliers nationaux sont créés pour résorber le chômage en France. Dans ce cadre, il est décidé de construire un nouveau pont sur la Vienne, à l'amont du pont Vieux. Son emplacement est prévu à la sortie des escaliers monumentaux des allées de Blossac. L'afflux des ouvriers explique peut-être le pic démographique du recensement de 1851 (la population de Confolens passe de 2787 habitants en 1846 à 3113 en 1851, avant de redescendre à 2720 en 1861).
La construction d'édifices publics se poursuit : la sous-préfecture, jusqu'alors hébergée dans des locaux loués, est construite sur les plans d'Abadie en 1853, les prisons (près de l'actuel hôtel de ville) par le même architecte en 1857-1859, enfin le palais de justice, dont l'emplacement est longuement discuté, par l'architecte départemental Dubacq en 1868.
La gare de Confolens est inaugurée le 31 juillet 1887. Elle ne reçoit dans un premier temps que les trains venant de Roumazières et Angoulême (ligne Roumazières - Confolens). L'extension de la ligne vers Le Vigeant est ouverte le 1er mai 1901, et c'est finalement en juillet 1913 que le tronçon du petit Mairat, tramway à vapeur sur voie étroite, permet une liaison supplémentaire de cinq heures d'Angoulême à Confolens par Saint-Angeau et Champagne-Mouton. Le secteur de la gare et l'entrée de ville vers Poitiers (rue Auguste-Duclaud) se développe à la fin du XIXe siècle et au début du XXe siècle.
En 1891, la population de Confolens revient à 3068 habitants.
La préoccupation est alors de doter la ville de nouvelles halles couvertes, les anciennes s'étant progressivement effondrées au cours du XIXe siècle. C'est finalement l'architecte Wiart qui est retenu, avec un projet à charpente métallique qui fit couler beaucoup d'encre. Situé à proximité de l'abattoir, le bâtiment est ouvert aux transactions fin 1893.
Après la Première Guerre mondiale, la population de Confolens s'effondre : si le conflit fit une centaine de victimes, la population perd près de 500 personnes entre les recensements de 1911 et 1921, passant de 3088 à 2551.

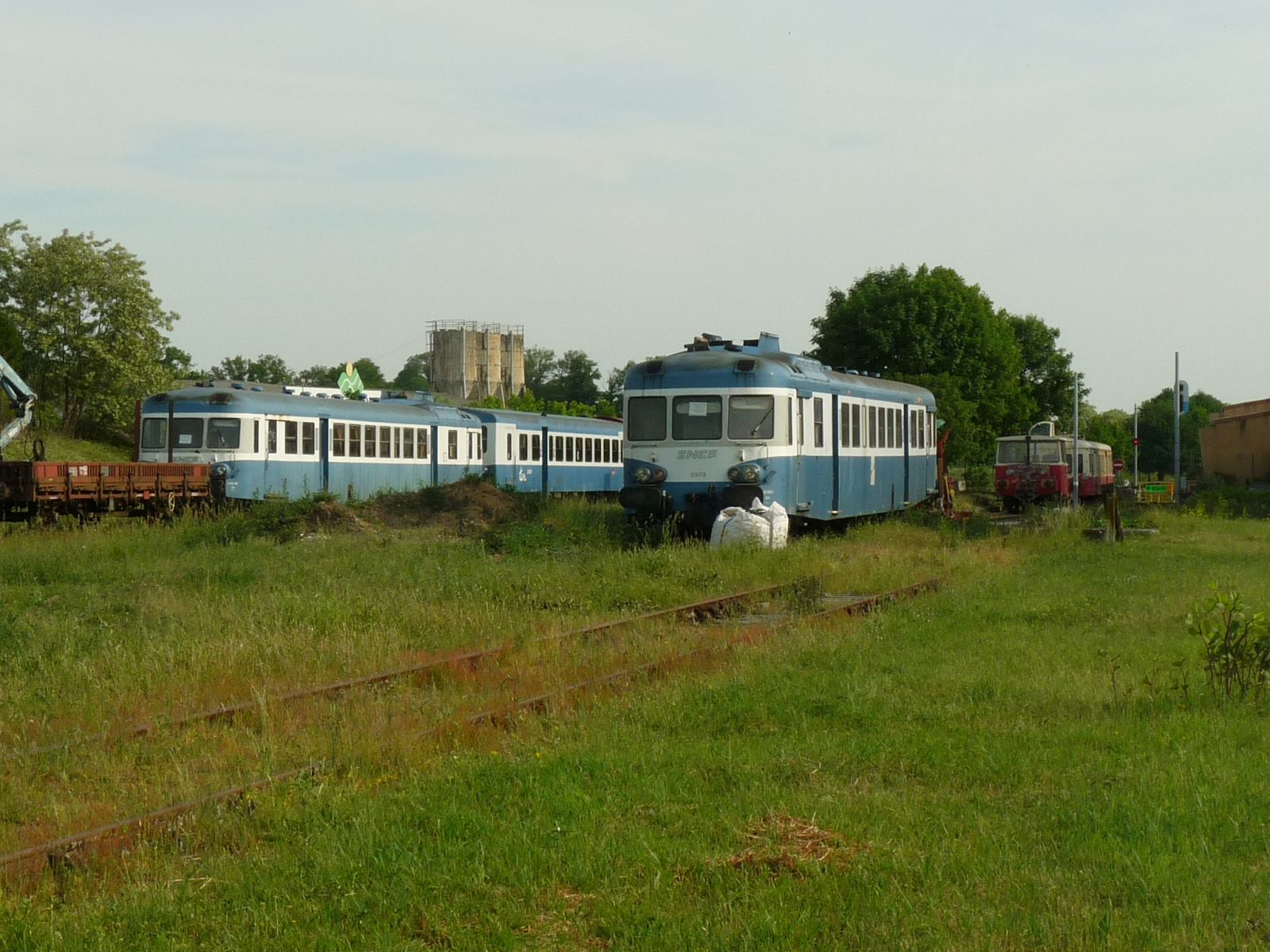
L'ancienne gare et les voies.

Le principal chantier des années 1920 est le transfert de l'abattoir à l'extérieur de la ville, à proximité de la gare (actuels ateliers municipaux, dits « le casino »). Les prisons sont fermées en 1926. Par ailleurs, la ligne de chemin de fer Confolens - Le Vigeant est fermée au trafic voyageurs en 1938, mais le trafic de marchandises est maintenu jusqu'en 1978. La voie est déclassée en octobre 1979 et la section sud est désormais utilisée par l'association du Chemin de fer Charente-Limousine (qui y fait circuler des Vélos-rails).
Dans l'entre-deux-guerres, la population de Confolens remonte progressivement.
Dans les années 1950, un collège est construit près de Saint-Barthélemy, puis une nouvelle gendarmerie (1958). Dans les années 1960/1970, la ville profite de la prospérité des Trente Glorieuses et plusieurs projets importants sont menés à bien : le nouvel abattoir (1970/1978) (le plus important de France pour les caprins), les premiers lotissements (à partir de 1963 et surtout 1970), un nouveau lycée à l'extérieur de la ville (1973), la rocade de contournement de la ville (1986), la bibliothèque centrale de prêt (devenue annexe de la bibliothèque départementale de prêt de la Charente). Deux zones à vocation commerciales et industrielles voient le jour en périphérie de la ville, aux entrées nord-ouest (route de Niort) et sud (route de Limoges).

## Politique et administration

### Liste des maires
| Période | Période  | Identité                     | Étiquette | Qualité                                                          |
| ------- | -------- | ---------------------------- | --------- | ---------------------------------------------------------------- |
|         |          | ...                          |           |                                                                  |
| 1791    | 1792     | François Pougeard du Limbert |           | Administrateur et président du district de Confolens (1791)      |
|         |          | ...                          |           |                                                                  |
| 1912    | 1949     | Jules Halgand                | Radical   | Avoué                                                            |
| 1949    | 1965     | Maurice Croislebois          | DVD       | Boulanger                                                        |
| 1965    | 1975     | Marcel Perrot                |           | Médecin                                                          |
| 1977    | 1995     | Jean Reyrat                  | PS        | Cadre à La Poste, suppléant du député Jérôme Lambert (1988-1993) |
| 1995    | 2008     | Hervé Devillemandy           | UMP       | Cadre supérieur                                                  |
| 2008    | 2014     | Jean-Louis Dutriat           | UMP       | Retraité commerçant                                              |
| 2014    | En cours | Jean-Noël Dupré              | UDI       | Ancien conseiller général, Président de l'UDI de Charente        |

### Arrondissement et cantons
Confolens est l'une des deux sous-préfectures de la Charente, avec Cognac, située à l'ouest.
Confolens est aussi bureau centralisateur du canton de Charente-Vienne.

### Intercommunalité
Confolens fait partie de la communauté de communes du Confolentais, elle-même partie du Pays de Charente limousine, et Confolens en accueille les deux sièges.

### Jumelages
- Pitlochry (Écosse) depuis 1999,
- Georgenthal (Allemagne) depuis 2005.

## Population et société

### Démographie
Les habitants sont les Confolentais.

#### Évolution démographique
L'évolution du nombre d'habitants est connue à travers les recensements de la population effectués dans la commune depuis 1793. À partir du 1er janvier 2009, les populations légales des communes sont publiées annuellement dans le cadre d'un recensement qui repose désormais sur une collecte d'information annuelle, concernant successivement tous les territoires communaux au cours d'une période de cinq ans. 
Pour les communes de moins de 10 000 habitants, une enquête de recensement portant sur toute la population est réalisée tous les cinq ans, les populations légales des années intermédiaires étant quant à elles estimées par interpolation ou extrapolation. Pour la commune, le premier recensement exhaustif entrant dans le cadre du nouveau dispositif a été réalisé en 2007,.
En 2013, la commune comptait 2 637 habitants, en évolution de −5,52 % par rapport à 2008 (Charente : +0,65 %, France hors Mayotte : +2,49 %).
| 1793  | 1800  | 1806  | 1821  | 1831  | 1841  | 1846  | 1851  | 1856  |
| ----- | ----- | ----- | ----- | ----- | ----- | ----- | ----- | ----- |
| 2 522 | 2 045 | 2 263 | 2 153 | 2 687 | 2 765 | 2 787 | 3 113 | 3 034 |

| 1861  | 1866  | 1872  | 1876  | 1881  | 1886  | 1891  | 1896  | 1901  |
| ----- | ----- | ----- | ----- | ----- | ----- | ----- | ----- | ----- |
| 2 720 | 2 717 | 2 760 | 2 827 | 3 043 | 3 083 | 3 168 | 3 123 | 3 053 |

| 1906  | 1911  | 1921  | 1926  | 1931  | 1936  | 1946  | 1954  | 1962  |
| ----- | ----- | ----- | ----- | ----- | ----- | ----- | ----- | ----- |
| 3 109 | 3 088 | 2 551 | 2 628 | 2 711 | 2 650 | 2 827 | 2 906 | 2 736 |

| 1968  | 1975  | 1982  | 1990  | 1999  | 2007  | 2012  | 2013  | - |
| ----- | ----- | ----- | ----- | ----- | ----- | ----- | ----- | - |
| 2 731 | 2 865 | 3 009 | 2 904 | 2 855 | 2 798 | 2 640 | 2 637 | - |

#### Pyramide des âges
| Hommes | Classe d’âge | Femmes |
| ------ | ------------ | ------ |
| 1,3    | 90 ans ou +  | 3,1    |
| 10,7   | 75 à 89 ans  | 17,6   |
| 18,8   | 60 à 74 ans  | 17,3   |
| 20,9   | 45 à 59 ans  | 21,3   |
| 16,9   | 30 à 44 ans  | 15,2   |
| 15,2   | 15 à 29 ans  | 13,3   |
| 16,2   | 0 à 14 ans   | 12,1   |

| Hommes | Classe d’âge | Femmes |
| ------ | ------------ | ------ |
| 0,5    | 90 ans ou +  | 1,6    |
| 8,2    | 75 à 89 ans  | 11,8   |
| 15,2   | 60 à 74 ans  | 15,8   |
| 22,3   | 45 à 59 ans  | 21,5   |
| 20,0   | 30 à 44 ans  | 19,2   |
| 16,7   | 15 à 29 ans  | 14,7   |
| 17,1   | 0 à 14 ans   | 15,4   |

#### Remarques
Siège de sous-préfecture, Confolens est néanmoins une commune peu densément peuplée (151 habitants par kilomètre carré).
En 1982, la population dépasse à nouveau les 3 000 habitants, avant de connaître un léger fléchissement : le recensement de 1999 dénombrait 2855 habitants sans double compte. Le recensement partiel de 2004, avec les doubles comptes, fait état de 3065 habitants.
Aujourd'hui, la population de Confolens comprend près de 32 % de personnes de plus de 60 ans (contre 21 % au niveau national) et 33 % de foyers ne comptant qu'une personne.
De nombreuses maisons du centre-ville sont inoccupées ou rachetées comme résidences secondaires (3,8 % des 1388 logements comptés en 1999 par l'Insee), notamment par des ressortissants de Grande-Bretagne et des Pays-Bas, ce qui se traduit par un solde migratoire positif de près de 1 % entre 1990 et 1999.

### Enseignement
De la maternelle au BTS, la ville de Confolens représente un peu moins de 1500 élèves, et dispose d'infrastructures éducatives complètes et performantes :
- 2 écoles maternelles : Chantefleur et Clairefontaine
- 1 école primaire de 7 classes de 175 élèves (école Pierre-et-Marie-Curie)[25]
- 1 collège d'enseignement secondaire public : collège Noël-Noël, accueillant en 2011 355 élèves répartis dans 14 classes de la 6e à la 3e[26]
- 1 lycée d'enseignement général Émile-Roux
- 1 institut médico-éducatif
- 1 établissement privé catholique (de la maternelle au collège) Saint-Gauthier

En tant que sous-préfecture, la ville de Confolens dispose aussi de nombreux services éducatifs :
- 1 inspection départementale académique
- 1 CIO (Centre d'information et d'orientation)
- 1 RASED (Réseau d'aides spécialisées aux élèves en difficulté)

### Manifestations culturelles et festivités
Le festival de Confolens est un festival international de folklore qui a un demi-siècle d’existence. Il a lieu chaque mois d'août à Confolens, en Charente et l'on y croise chaque été les cinq continents depuis 50 ans.

### Services publics
Les services publics demeurent bien présents avec la sous-préfecture, un tribunal d'instance (présidé par un juge d'instance du TGI d'Angoulême), une compagnie de gendarmerie (avec une brigade territoriale, une brigade motorisée et depuis l'automne 2004 une brigade de recherches), un centre des impôts (doté d'une recette principale), une inspection de l'Éducation nationale, un centre hospitalier doté d'un service d'urgences, une agence locale pour l'emploi (ANPE), une circonscription d'action sociale et un centre médico-social du département, une agence EDF-GDF, une antenne de la chambre d'agriculture, une antenne de la chambre des métiers, une trésorerie, une subdivision de l'équipement.

### Sports
- Club équestre de Jallais.
- Union Cycliste Confolentaise.

#### Infrastructures sportives
Station verte de vacances, ville fleurie, Confolens possède des équipements de loisirs complets :
- Piscine d'été avec 3 bassins, plongeoirs et fosse;
- 3 terrains de tennis neufs dont 1 couvert;
- 3 stades, 2 gymnases ;
- Un cinéma, un espace numérique ;
- Un centre équestre ;
- Une base nautique sur la Vienne avec canoës, pédalos, rafting;
- Un site "Été actif" avec différentes activités proposées (escalade, escrime, tir à l'arc...) ;
- Un C.L.S.H. (Centre de loisirs sans hébergement)
- Un parcours de santé.

### Médias
- Le Confolentais, journal hebdomadaire[27].
- La Charente libre, journal quotidien.
- Sud Ouest, édition Charente, journal quotidien.
- Est Charente, bulletin mensuel d'informations gratuit (pays de Charente limousine et d'Horte et Tardoire)[28]

## Économie
La ville possède une antenne de la Chambre de commerce et d'industrie d'Angoulême.
L'hôpital et les deux maisons de retraite sont les principaux employeurs de la ville. L'usine Legrand, avec 200 employés, est quant à elle le premier employeur industriel. Seule une vingtaine d'établissements sur les 180 de la commune compte plus de 10 salariés.

## Culture locale et patrimoine

### Lieux et monuments

#### Patrimoine religieux
- Ancienne prieurale Saint-Maxime à deux nefs du XVe siècle et porte XIIIe siècle (IMH) : façade avec rose ; retable, statue et lutrin XVIIe siècle. Sur cet emplacement, une église fut construite vers 990 et remise à l'abbaye de Charroux ; elle passa, au XIIe siècle, à l'abbaye de Lesterps, qui lui unit un prieuré et fit reconstruire l'édifice au XIIIe siècle, puis en 1499. Elle appartenait au diocèse de Limoges. Elle se compose d'une nef avec, au sud, un collatéral étroit de cinq travées, que séparent des colonnes recevant les ogives, les doubleaux des deux voûtes et les arcades, qui les pénètrent. Entre 1854 et 1867, un clocher fut élevé sur le bas-côté sud, à l'ouest, ce qui entraîna la disparition d'une partie de la première colonne. Une rose à l'ouest de la nef, au-dessus du portail principal (chef-d'œuvre). Une porte, de la fin du XIVe siècle. Une porte secondaire du XVe siècle. :*Flèche octogonale.

Église Saint-Maxime
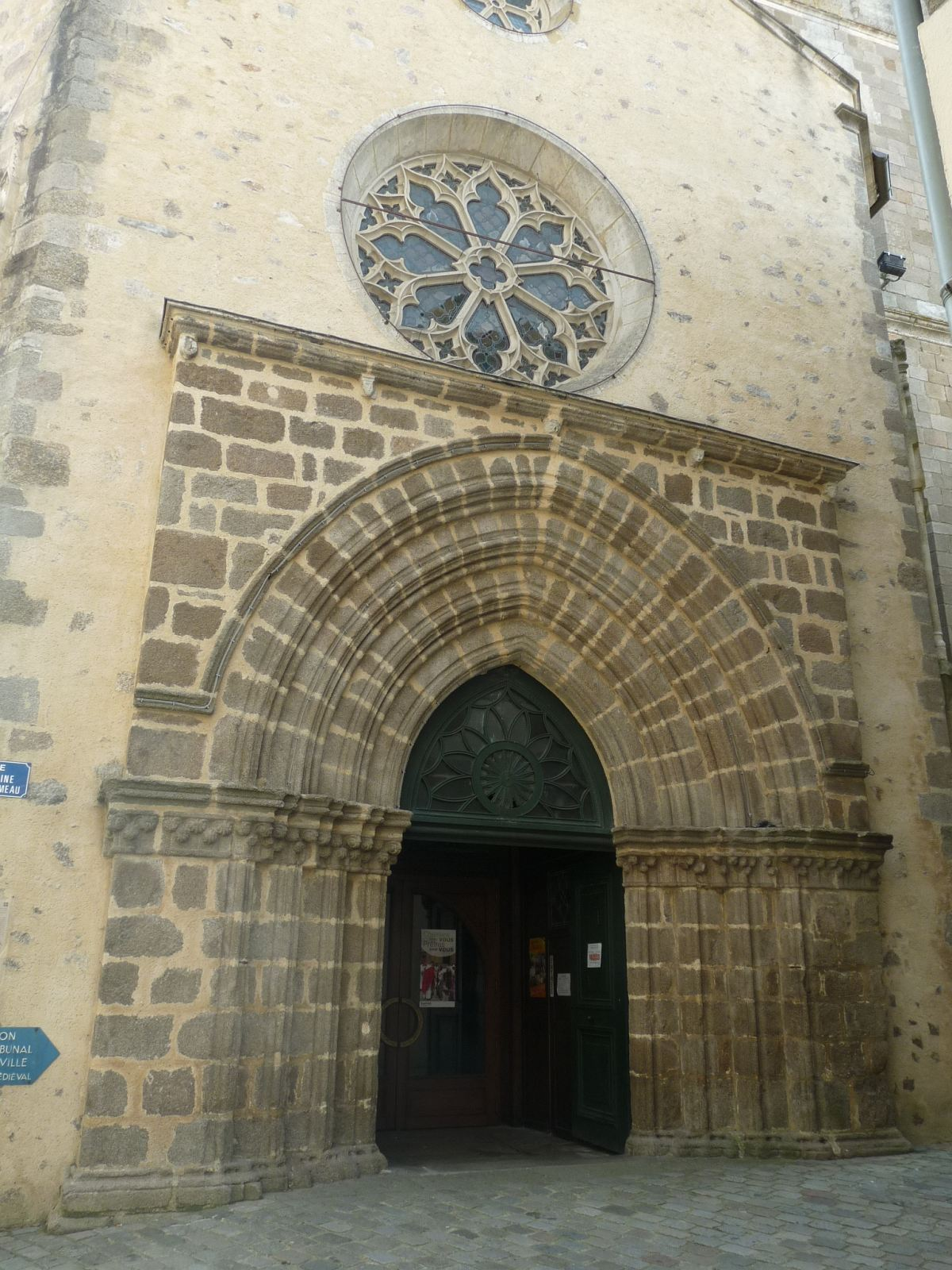
Le portail et la rosace
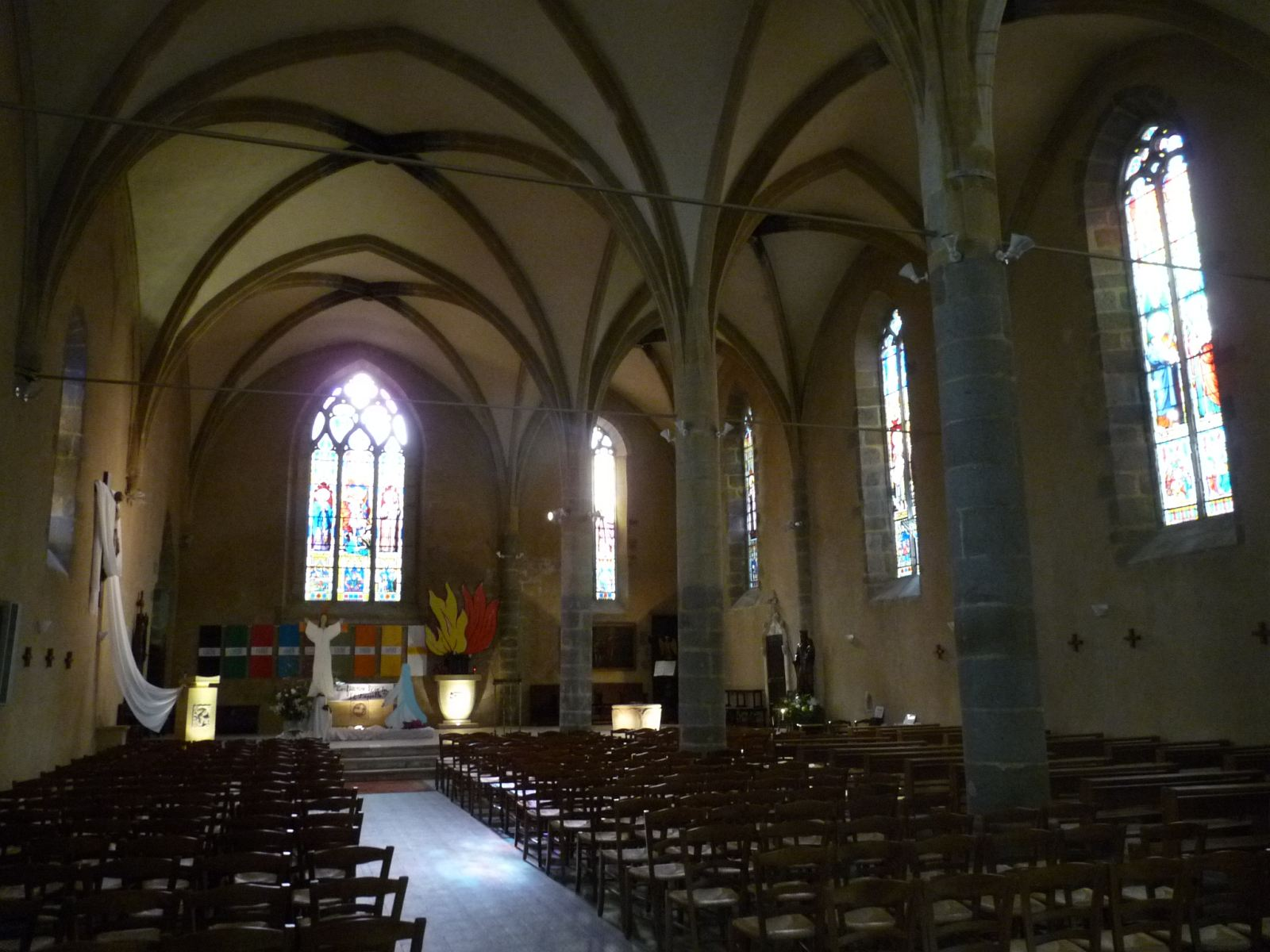
L'intérieur
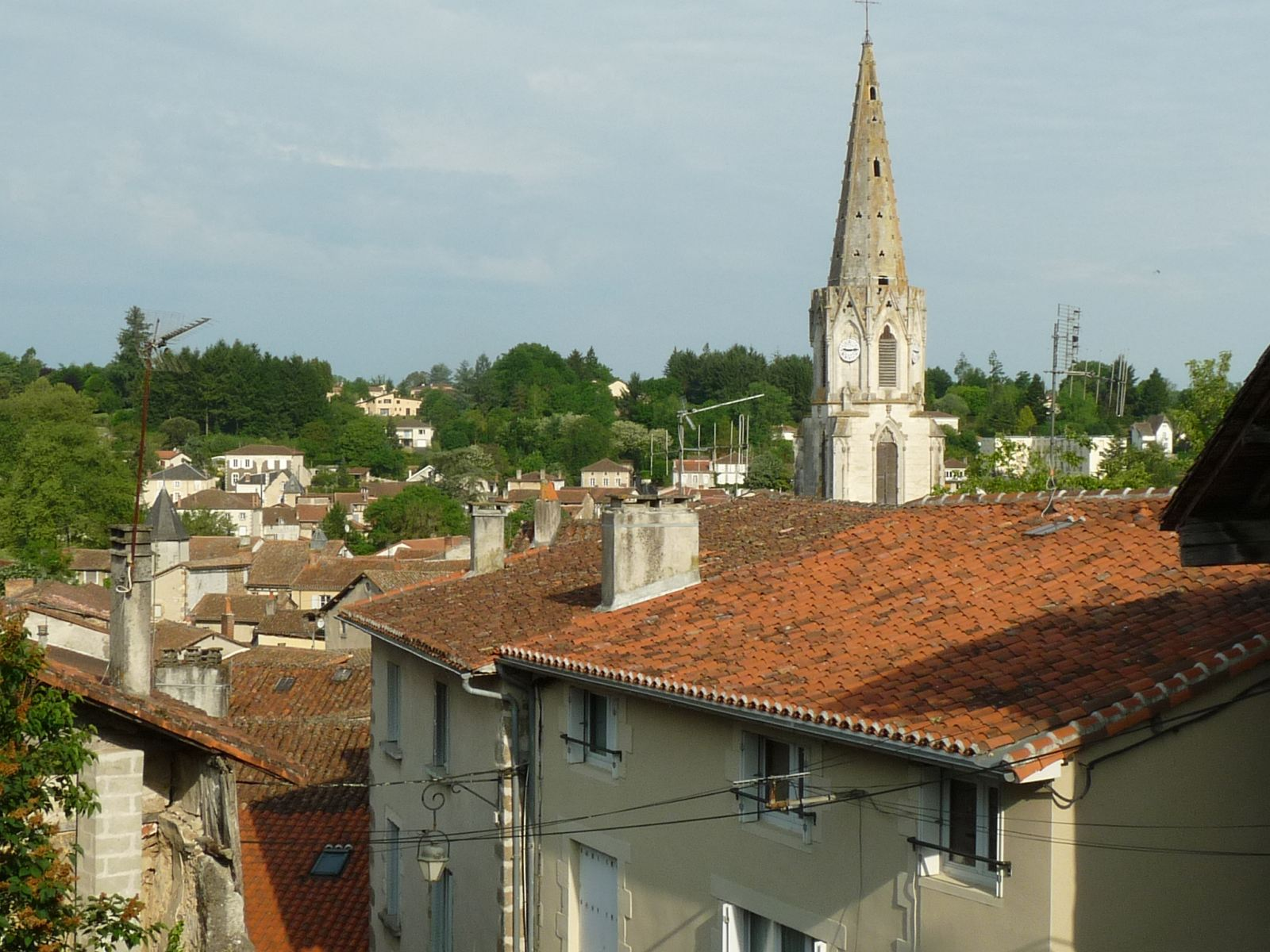
Le clocher vu de la rue du Château
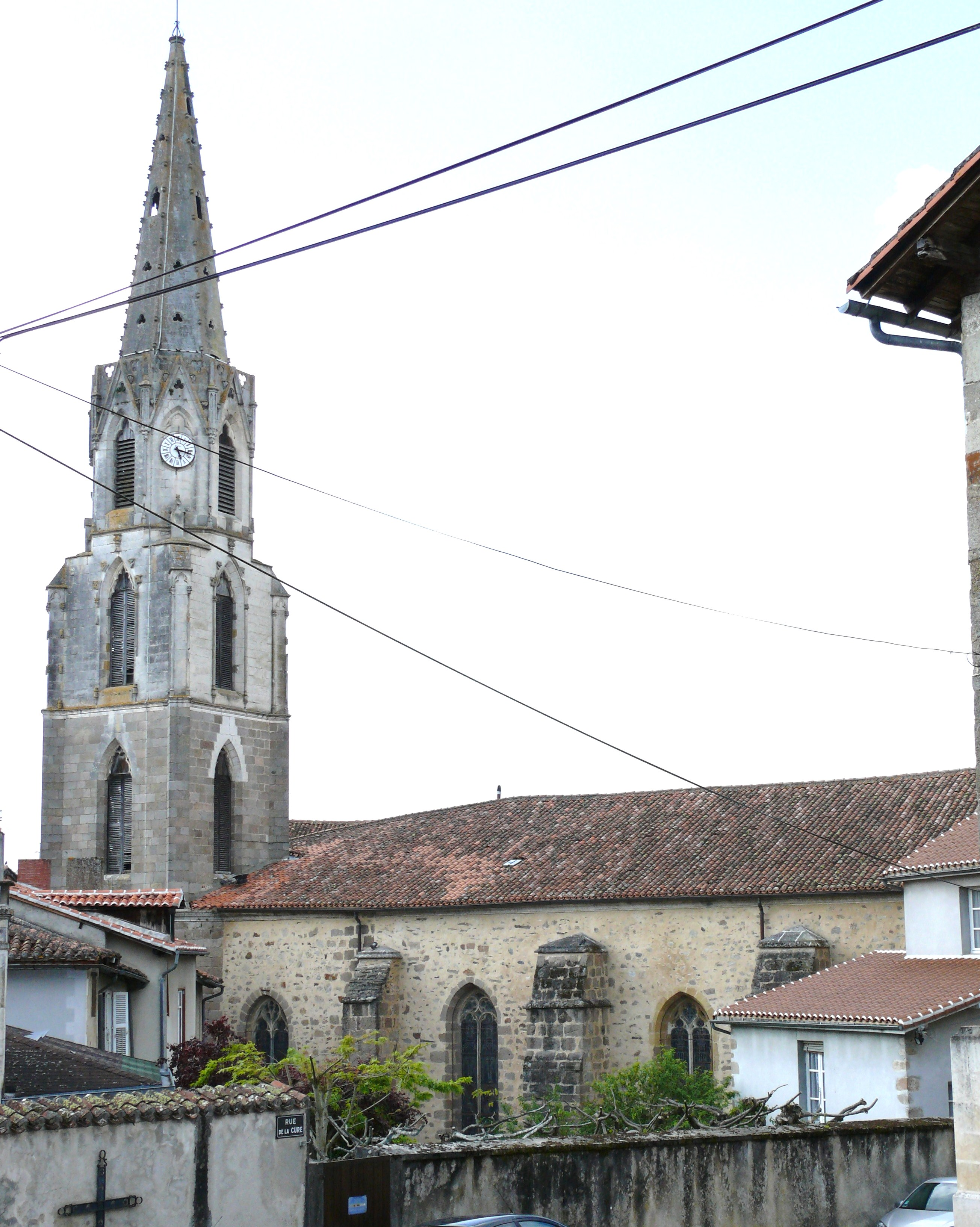
Vue latérale

- Église Saint-Barthélemy (MH), romane. « Si certains auteurs font remonter cette église au XIe siècle, elle semble en fait, dans son état actuel, dater de la seconde moitié du XIIe siècle.
Le prieuré dépendait de l'abbaye de Lesterps alors que la cure appartenait au diocèse de Poitiers. Des modifications importantes sont intervenues au XVe siècle, avec en particulier la construction de chapelles vers le sud. Un terrier du prieuré datant du XVe siècle est conservé. Il en résulte un programme sculpté intéressant sur les culots et les clefs de voûte.
Le clocher a été pour partie reconstruit en 1630.
Paul Abadie a étudié et fait un relevé de cet édifice dans le cadre des premiers travaux de la commission des monuments historiques en 1840. L'ancien cimetière se trouvait sur le parvis actuel jusque vers 1840. Il est cadastré C 167 sur le cadastre de 1826 » (extrait du dossier d’inventaire du patrimoine culturel, inséré ici par les auteures).

Église Saint-Barthélemy
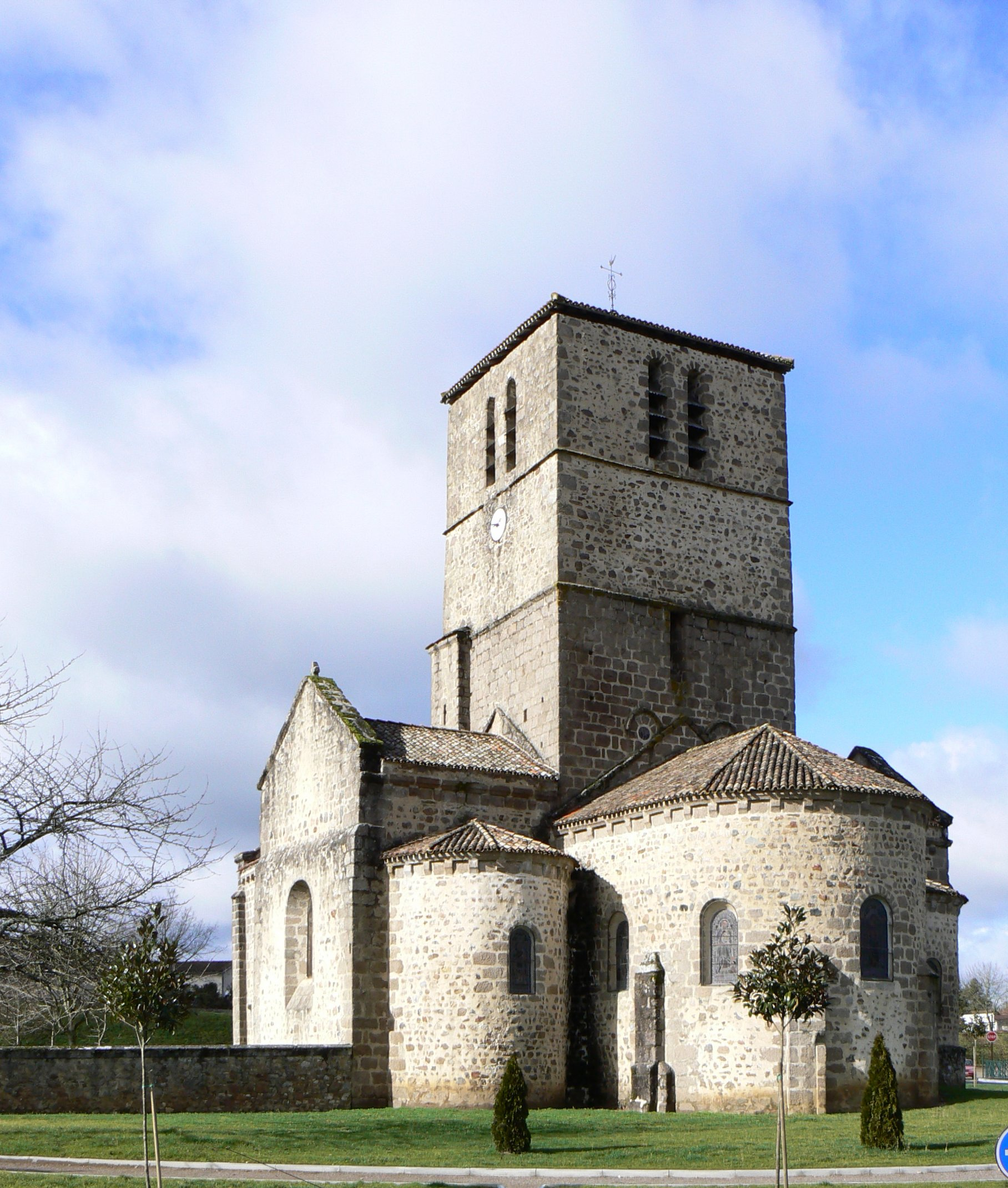
L'abside et le clocher
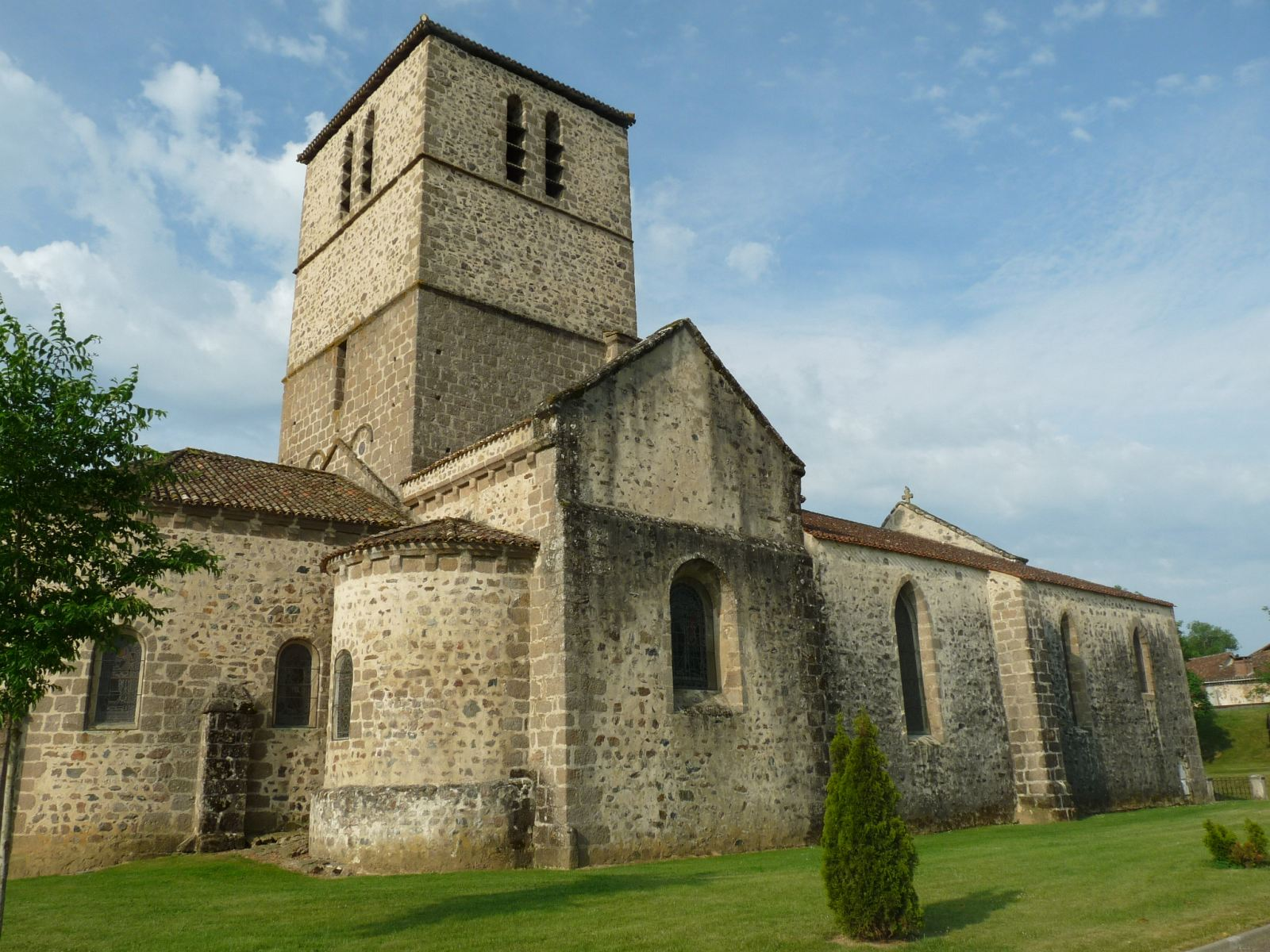
Vue latérale
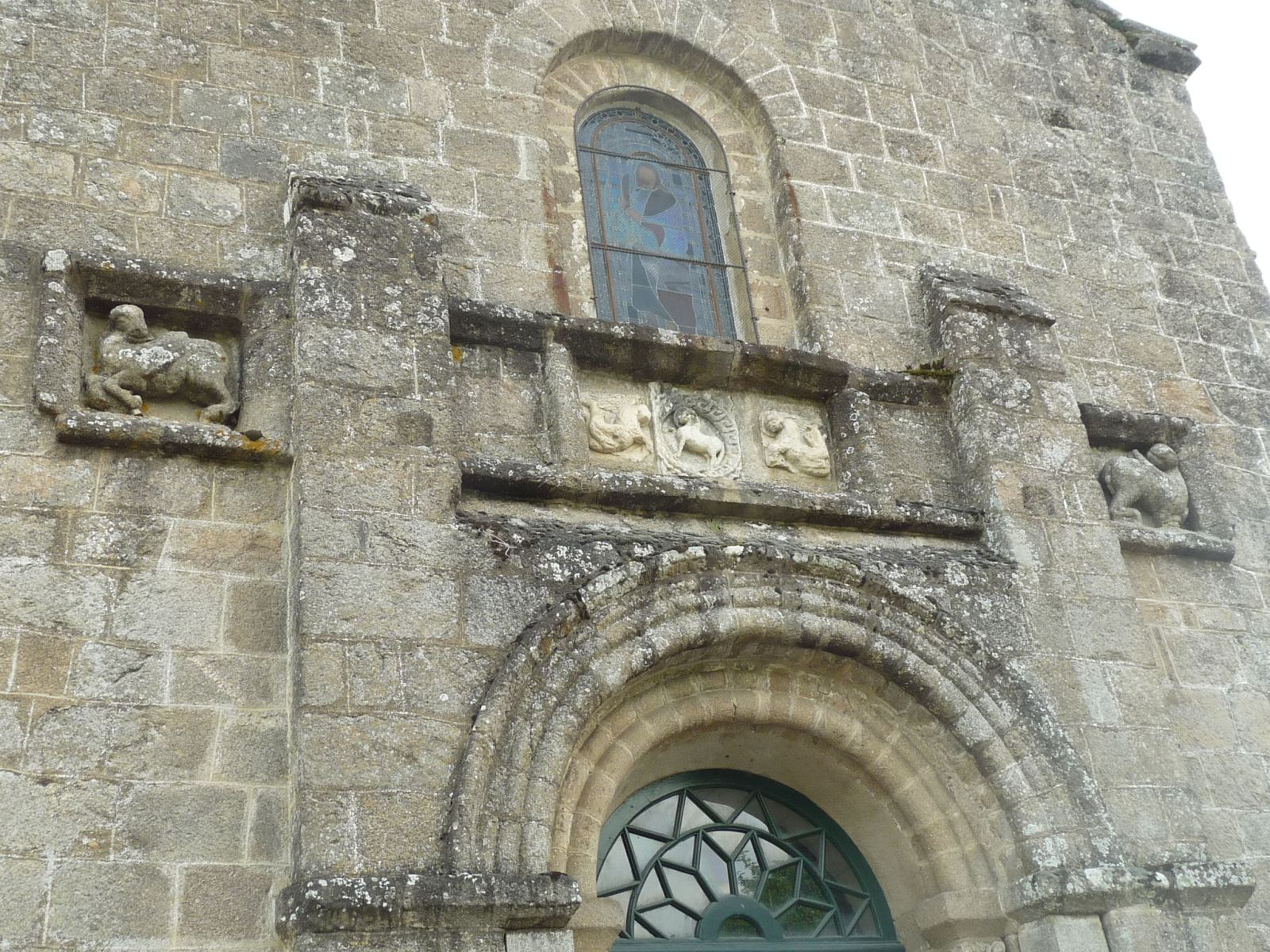
Sculptures du tympan
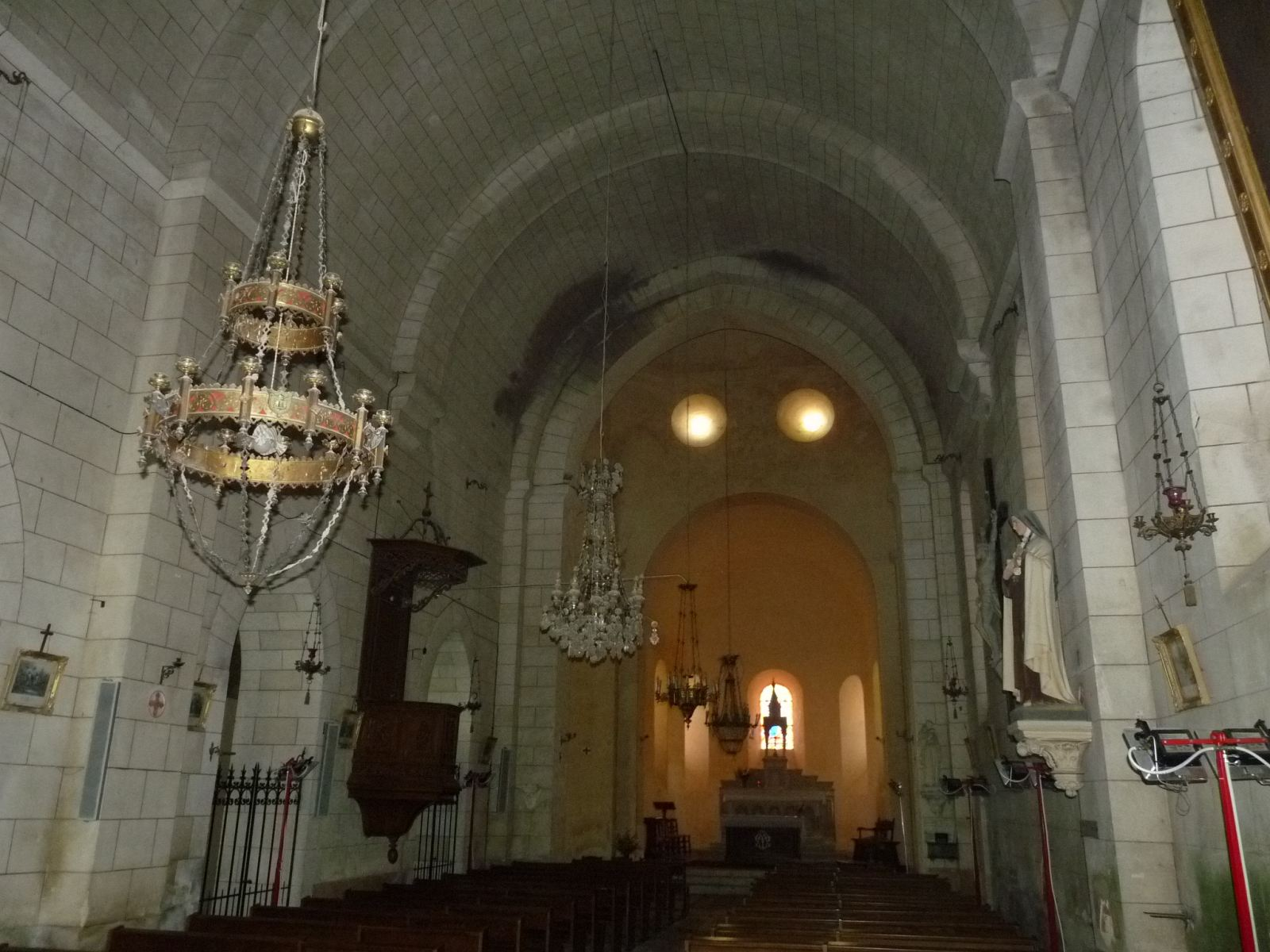
L'intérieur

- Chapelle de l'hôpital avec retable XVIIe siècle, remanié en 1744 par l'adjonction d'un tableau représentant le Couronnement de la Vierge (MH). Le tableau d'origine de ce retable se trouve aujourd'hui dans l'église Saint-Barthélemy. La chapelle fut construite entre 1641 et 1675 sur une commande des clarisses, d'où son nom de « chapelle du couvent des clarisses ». À l'intérieur se trouve un retable baroque du XVIIe siècle, monument historique depuis 1909. Ce n'est qu'après le transfert de l'hôpital de ses anciens locaux rue du Soleil dans ceux du Couvent des Clarisses qu'elle a servi tout naturellement de chapelle de l'hôpital (1792). Derrière l'autel se trouvait un local partagé en deux à usage de sacristie et de parloir. La chapelle, réservée aux laïcs, les religieuses assistaient à l'office, derrière une grille de séparation, dans l'espace à droite de l'autel.
Décoration intérieure (XIXe siècle) : stalles latérales, tribune, galeries, confessionnal.
Balustre qui borde le chœur (XVIIe siècle restauré XIXe siècle ; Sculptures en médaillon des donateurs.
Statues de saint Joseph, saint Antoine, saint François d'Assise, sainte Claire.
Le médaillon au sommet du retable, serti de cordes nouées : bras croisés avec stigmates de saint François et de sainte Colette de Corbie (revêtu d'une manche).
Tableau (1744) copie d'un Murillo.
- Ancienne chapelle d'une commanderie de l'ordre des Hospitaliers du Saint-Esprit de Montpellier du XIIIe siècle (IMH). Vestige d'un hôpital médiéval tenu par les hospitaliers du Saint-Esprit de Montpellier. L'ordre du Saint-Esprit était un ordre religieux hospitalier composé de frères et de sœurs qui étaient regroupés dans différentes commanderies (à ne pas confondre avec l'ordre des chevaliers du Saint-Esprit qui lui était une distinction de l'Ancien Régime fondée au XVIe siècle). Les guerres de religion et l'Edit de Louis XIV en 1692 décima l'ordre du Saint-Esprit qui continua à exister malgré tout. L'établissement de Confolens disparut à l'aube du XVIIIe siècle et fut ensuite vendu comme bien national. L'ancienne chapelle, désaffectée, à l'abandon, servit de magasin de fourrage, d'étable, de grange, de garage... jusqu'à ce qu'elle devienne propriété de la commune de Confolens ; (1er décembre 1969) et soit inscrite sur l'inventaire supplémentaire des Monuments Historiques par le ministère des Affaires Culturelles.
Cette chapelle est l'une des très rares de l'ordre du Saint Esprit subsistant en France.

#### Patrimoine civil

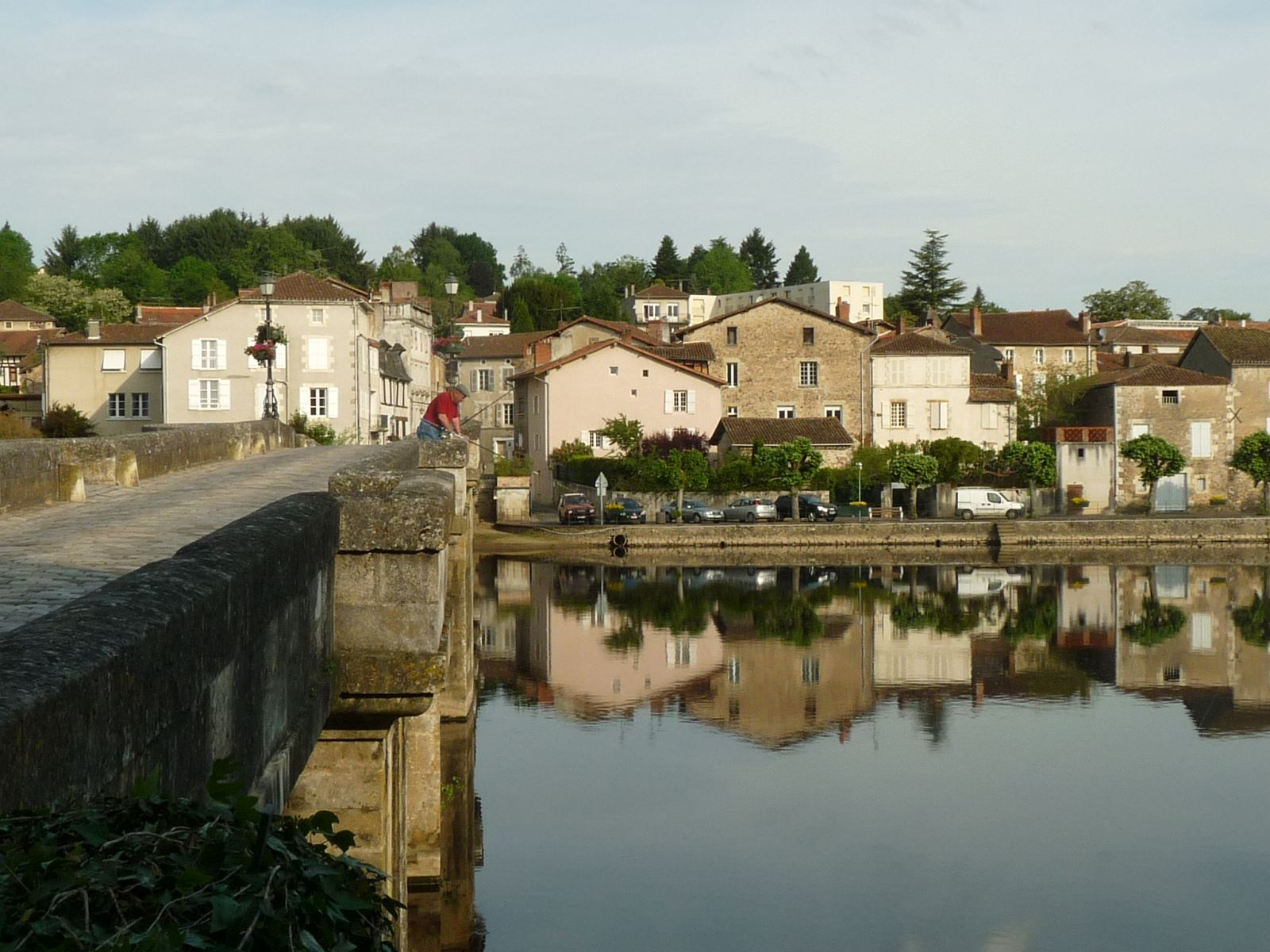
Le Pont Vieux vu depuis la rive droite

- Pont en granit XIIIe siècle (MH) dit « Pont Vieux ». Pont médiéval fortifié et coupé d'un pont-levis du côté de la Fontorse (quartier de Confolens) jusqu'aux abords du XVIIIe siècle. La pierre qui forme le parapet d'amont porte la date de 1302, et d'ailleurs, la forme des piles en amont, ainsi que les substructions des trois tours qui avaient fait donner à la ville le nom de « Confolens les trois tours » et qu'on peut encore apercevoir pendant les fortes chaleurs de l'été, confirment bien cette date. Autrefois, ce pont ne comptait que neuf arches, la dixième a été ajoutée lors de la suppression du pont-levis. Ce pont a été réparé en 1777 et élargi au XIXe siècle.

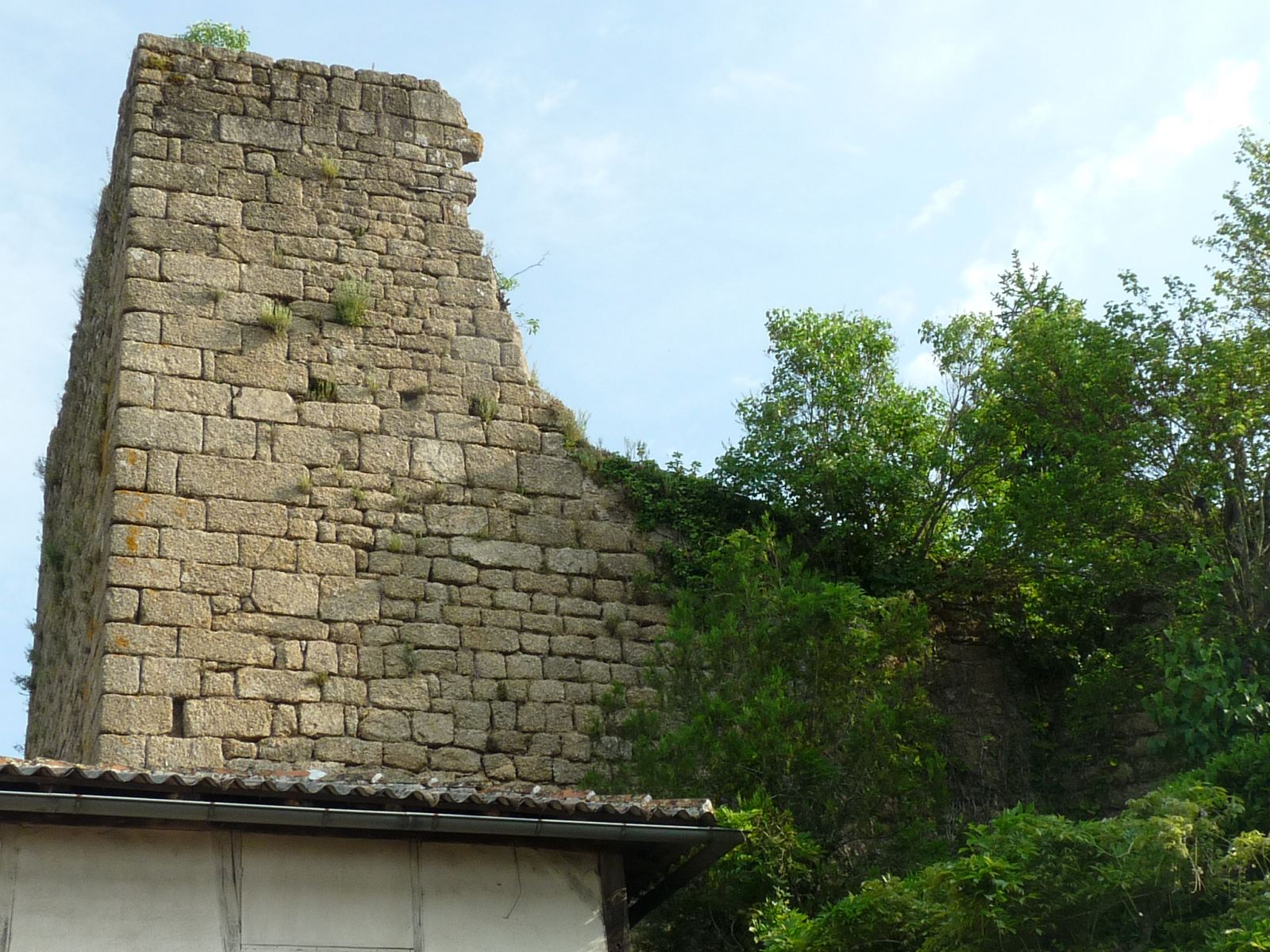
Vestiges du donjon

- Donjon XIIe siècle de l'ancien château de Confolens. « En dépit de son arasement, le donjon domine encore aujourd’hui la ville. Il est constitué d’une tour de plan carré, sur trois niveaux sans contrefort, conservée sur une dizaine de mètres de hauteur. Bâti en grand appareil de granite avec des pierres imposantes dans les angles, il conserve, au centre de l’élévation occidentale, la mieux préservée, une baie romane couverte en plein cintre qui dissimule une meurtrière à double ébrasement »[29].

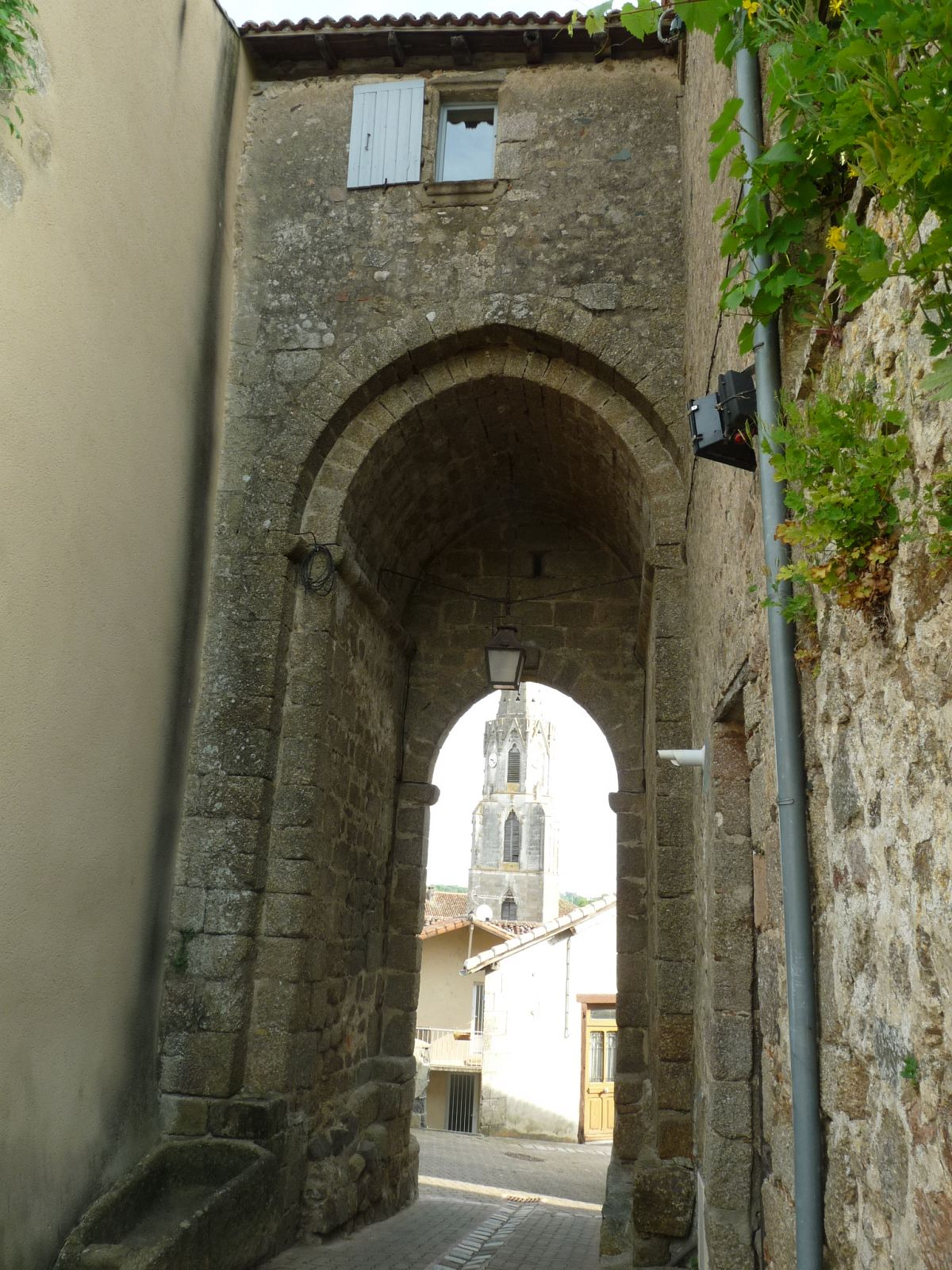
La porte de ville vue de l'est

- Porte de ville romane du XIIIe siècle (IMH).

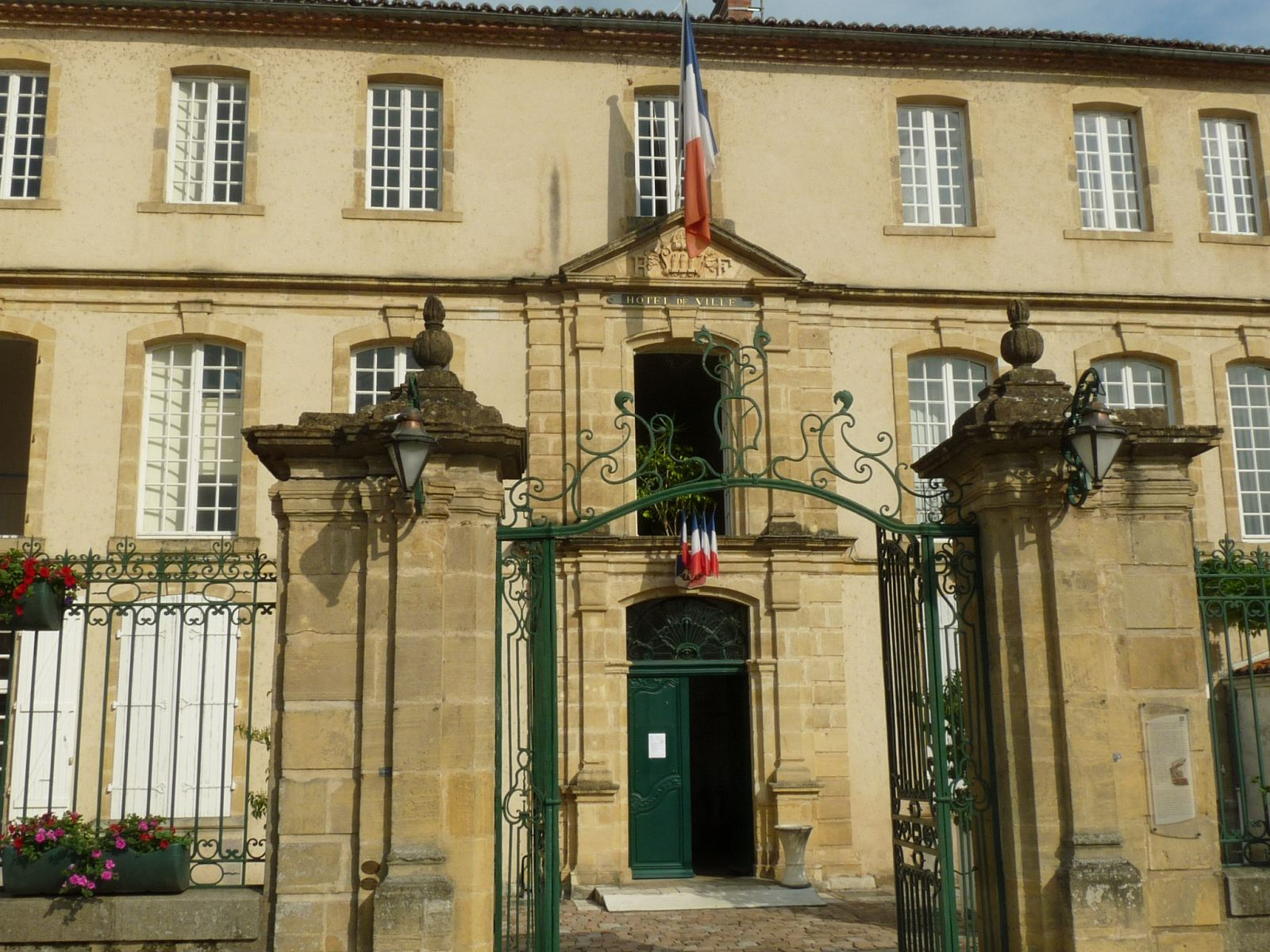
L'hôtel de ville

- Hôtel de ville XVIIe siècle (IMH) : grille en fer forgé. Aménagé dans un ancien hôtel particulier, l'hôtel de ville de Confolens se démarque par son magnifique escalier à rampe de fer forgé du XVIIIe siècle.
- Le jardin public attenant à l'hôtel de ville et bordant la Vienne abrite un monument aux Morts des années 1920 où Henri Coutheillas, célèbre sculpteur public, a réalisé une partie des bas-reliefs.
- Manoir des comtes de Confolens XVe ou XVIe siècle (IMH). Édifié grâce à l'initiative du comte de Confolens au XVIe siècle, le manoir Renaissance comporte deux détails architecturaux originaux, une tour escalier et des colonnes à motifs géométriques. Au troisième étage se trouve une chapelle voûtée en ogives. Il était au XVIIIe siècle propriété de la famille de Marcillac d'Oradour. Il servit de prison durant la Révolution.
- Rue du Soleil : maisons XVe et XVIe siècles à colombage, notamment : Maison du duc d'Épernon XVIe siècle (MH). Cette maison typique du XVe siècle à pans de bois et colombages s'illustre par sa façade avec poutres et sculptures ainsi que par son escalier à vis. Cette demeure aurait été le lieu de rassemblement des conspirateurs de la fuite de Maris de Médicis en 1619, organisée par le duc d'Épernon. Rue des Francs-Maçons; Rue des Portes d'Ansac : numéros 4, 6 et 9(IMH).
- Rue Théophile-Gibouin, hôtels particuliers du XVe au XVIIIe siècle. Toutes les fondations sont du début du Moyen Âge.

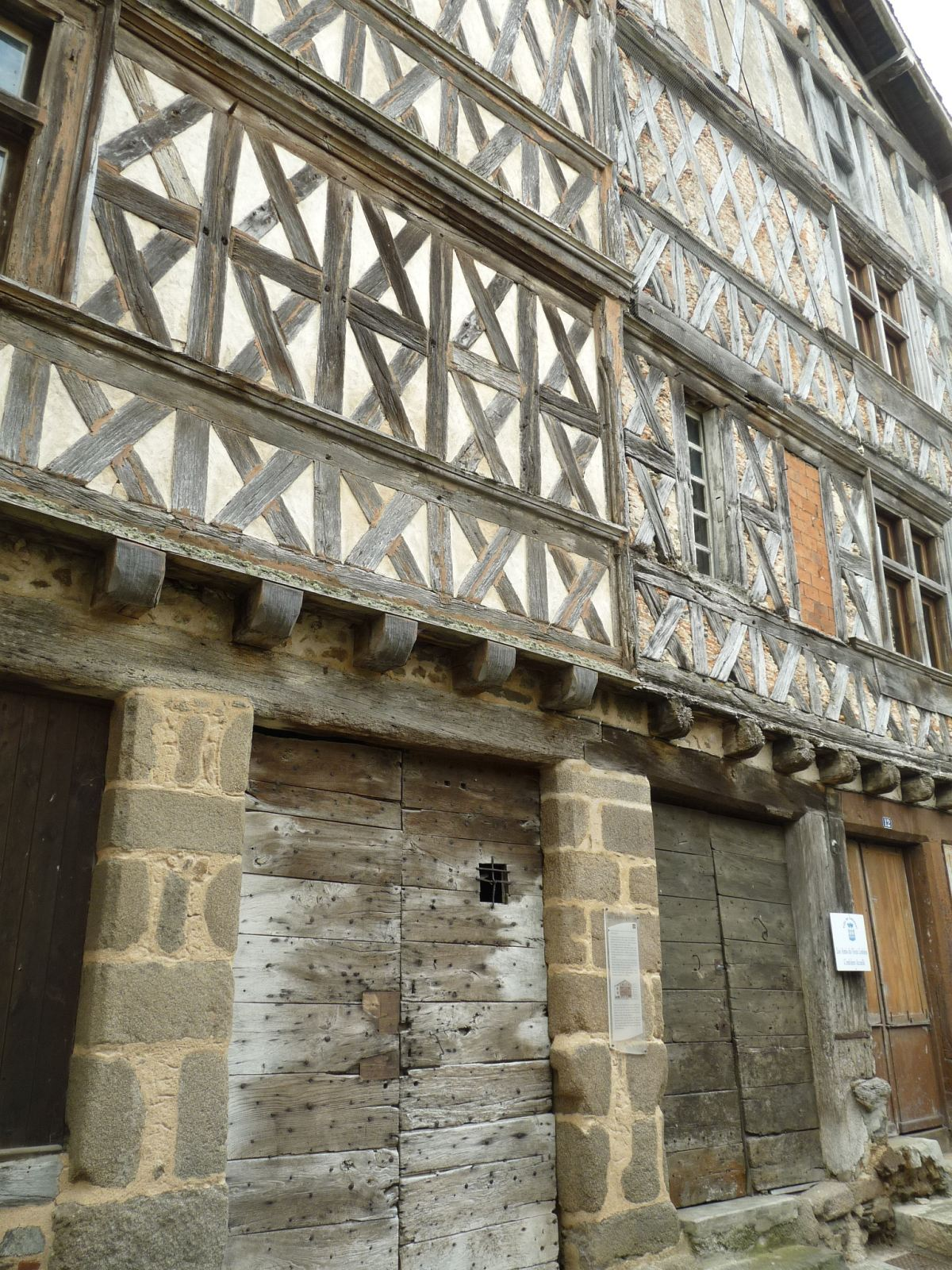
Maison du duc d'Épernon
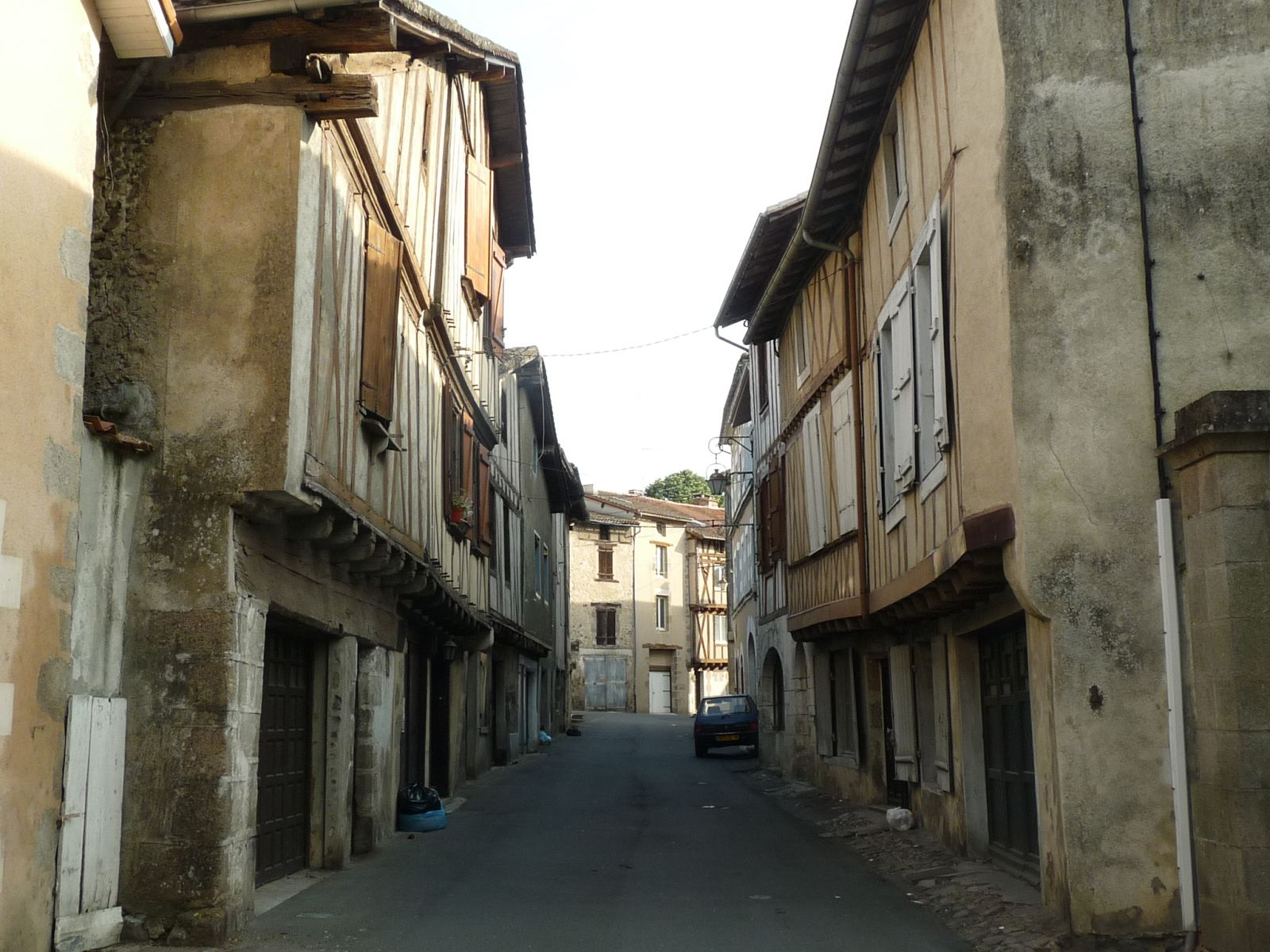
Rue des Portes d'Ansac
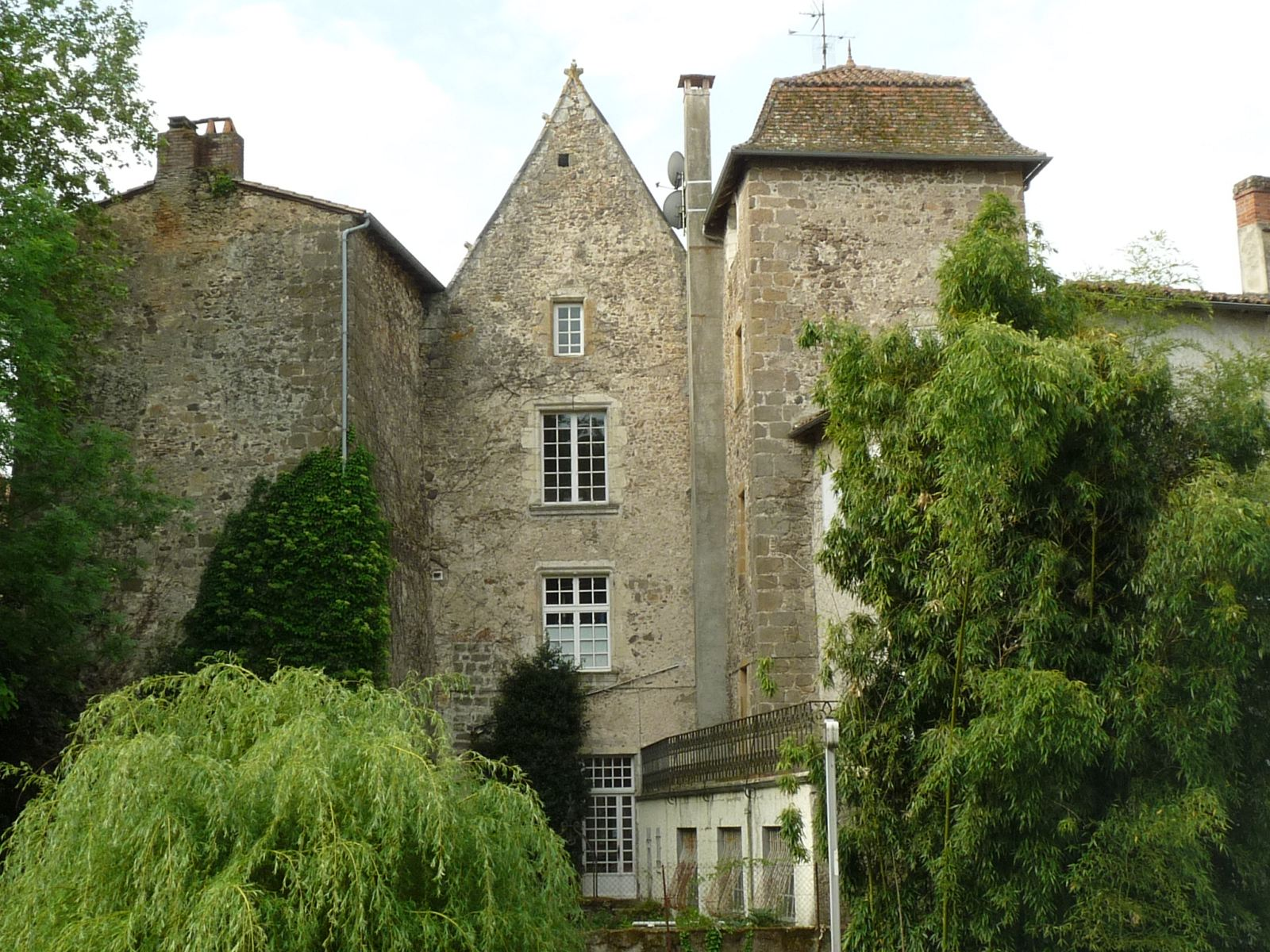
Manoir près du Goire
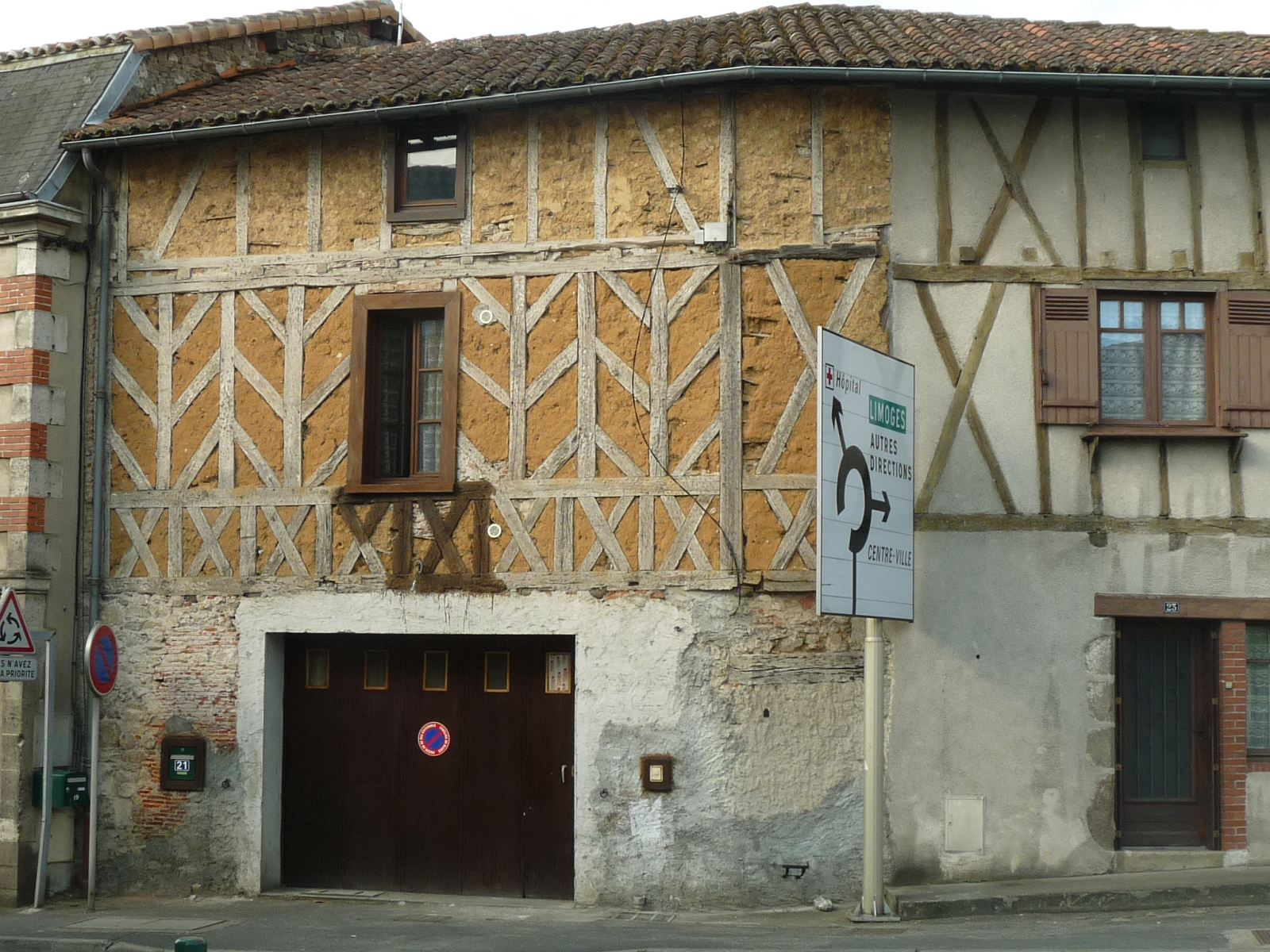
Maison à colombage en face de l'église St-Barthélémy
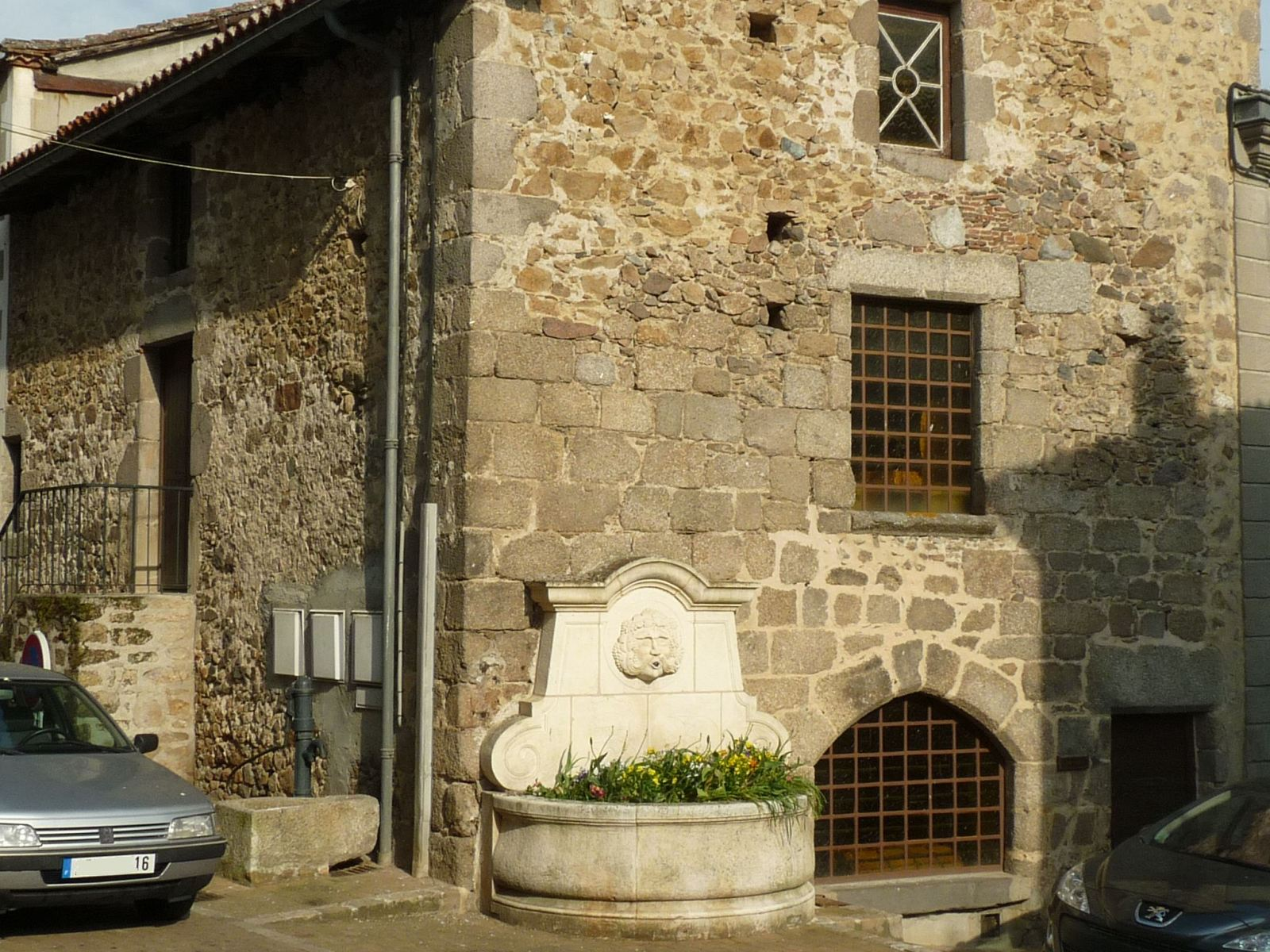
Maison rue Pinaguet
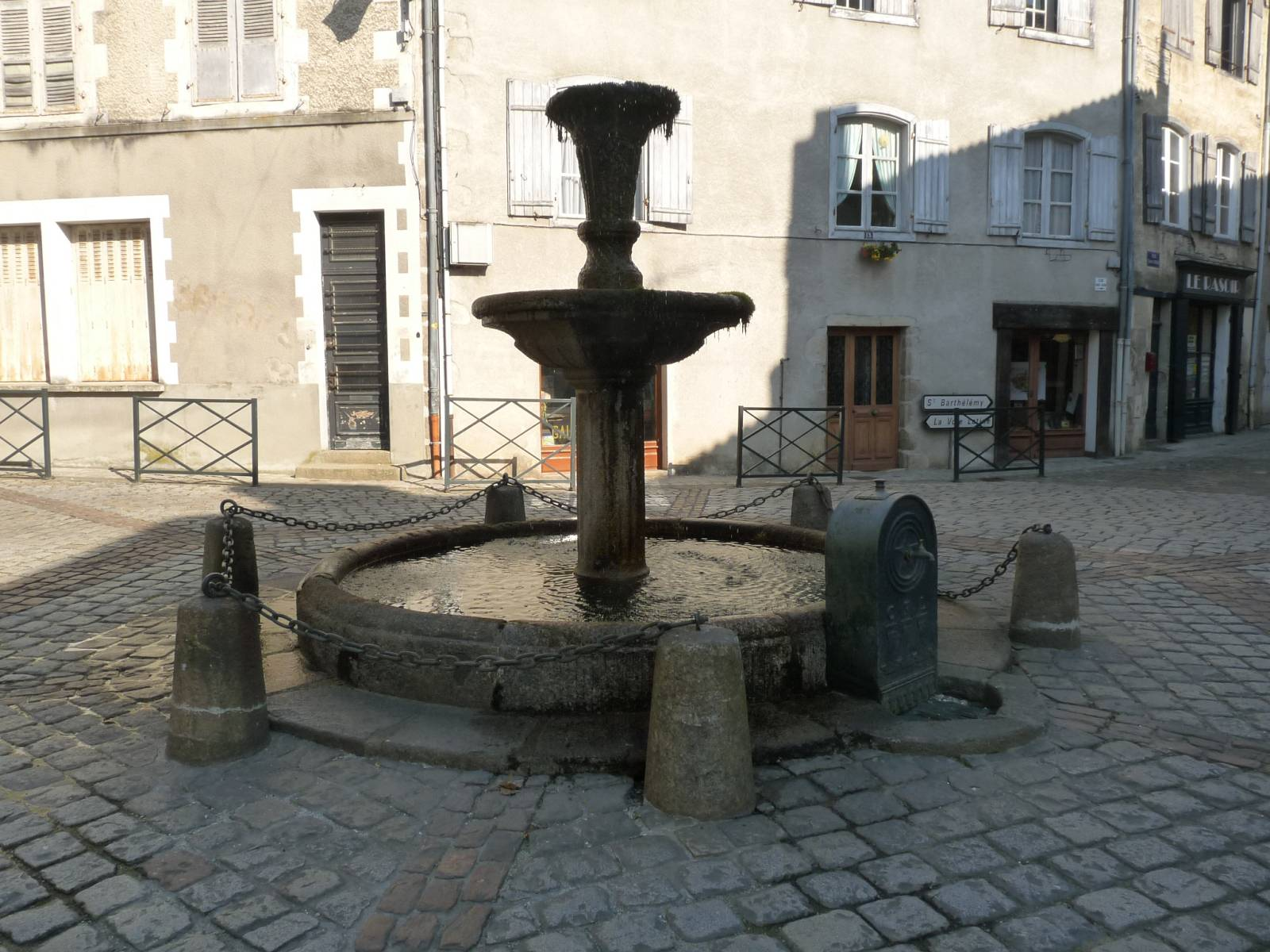
La Fontorse, fontaine située sur la rive gauche

- Pont sur le Goire XVe ou du XVIe siècle
- Pont sur le Goire XIVe siècle (IMH).

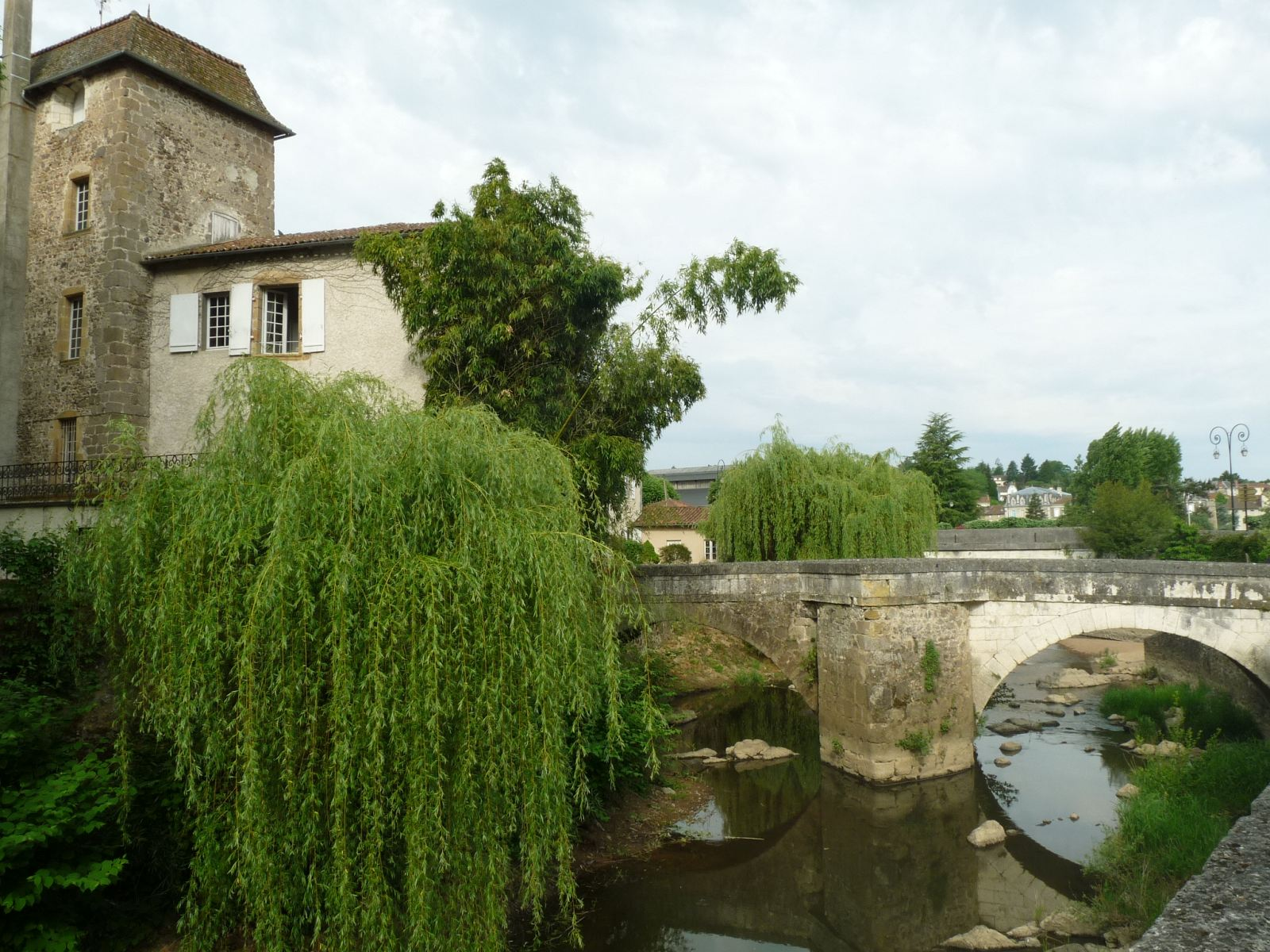
Pont sur le Goire

- Fontaine Renaissance de La Fontorse.
- Château de Villars, XVIe siècle; château Garraud XVIe siècle; château de Villevert, Ancienne maison forte du XIVe siècle). Propriétés privées.
- Ateliers municipaux, ancien abattoir (IMH). « L’abattoir, sur les plans de l’architecte départemental Baleix, date des années 1920. Transformé en laiterie industrielle puis rétrocédé à la commune en 1985, il sert actuellement d’atelier pour les services techniques de la ville. Du fait de sa façade remarquable et de sa composition, l’édifice est parfois appelé le Casino. Le béton a été employé pour la corniche constituée de gros denticules, l’entablement des portes, les baies, la charpente et les poteaux portant la charpente, marquant l’apparition dans le paysage de Confolens de matériaux industriels »[29].
- Halle. « La halle située sur la place a été construite à la fin du XIXe siècle d’après les plans de l’architecte Wiart, qui s’est inspiré de celle de Cognac. Les quatre élévations présentaient un remplissage en brique dans la partie inférieure des élévations, mais la façade a été entièrement vitrée à la fin du XXe siècle. Les poteaux en métal, qui portent le nom de leur fabricant (J. Guérin, fondeur à Niort), sont doublés de colonnes dont la partie supérieure est ornée de motifs végétaux. Le toit, couvert d’ardoise, est percé d’un lanterneau aux parties verticales vitrées »[29].

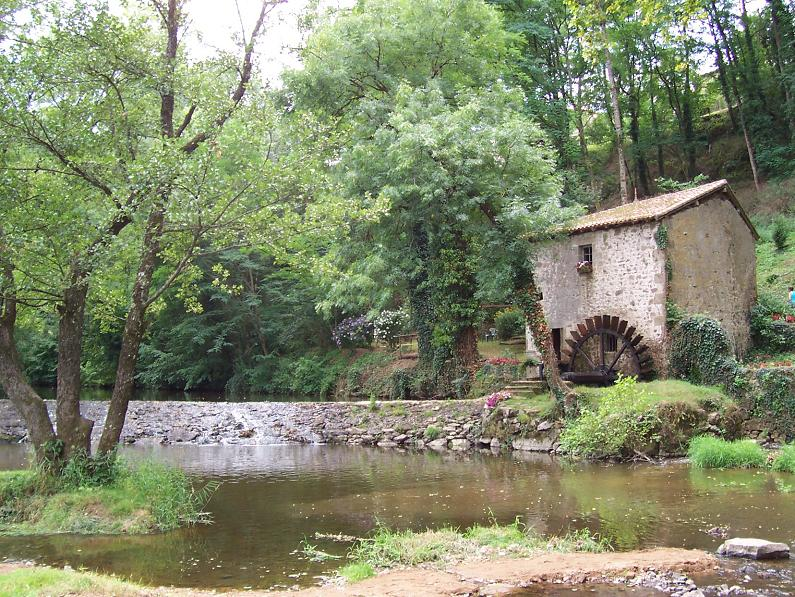
Le Moulin du Goire

- Moulin du Goire (XIIe siècle ?) (propriété privée). Restauré au XIXe siècle, le moulin du Goire est toujours en fonctionnement et produit des huiles de noix et colza.
- Cinéma et ancien lycée de Confolens. Un couvent est fondé vers 1616 au sud du quartier Saint-Maxime, les récollets s’y installent en 1618 et la chapelle est consacrée en 1622. La vente de ces bâtiments comme biens nationaux, puis leurs occupations successives (temple de la Raison, salle des fêtes puis cinéma pour la chapelle ; prison, administration du district puis école secondaire municipale en 1803, collège en 1808 et enfin lycée jusqu’en 1973 pour le couvent proprement dit) ont entraîné de nombreux remaniements. Du cloître subsistent les corbeaux qui soutenaient la galerie haute ainsi que quelques portes et fenêtres.

### Équipements culturels
L'association Les amis du vieux Confolens, créée en 1974, avec pour but initial de sauvegarder la chapelle de la commanderie de l'ordre des Hospitaliers du Saint-Esprit de Montpellier. Puis elle décida d'élargir son action et de se transformer en société d'histoire locale, puis en 1982 de se doter d'un bulletin qui paraît actuellement trois fois dans l'année.

### Personnalités liées à Confolens

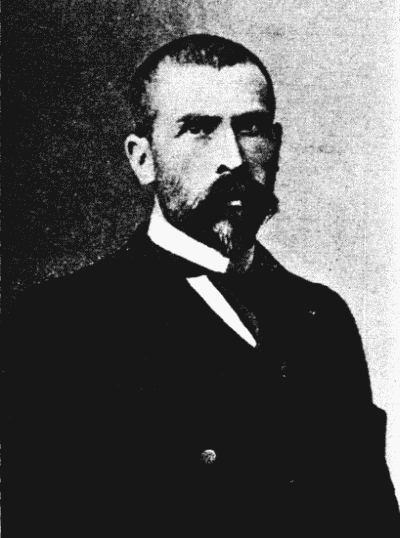
Émile Roux

- Saint Gautier, né à Confolens en 990, et mort à Confolens. Ermite qui se retira dans une grotte. On a donné son nom à l'école libre de la Voie Latine.
- Dom Rivet de la Grange (moine bénédictin) est né à Confolens, le 30 octobre 1683. Décédé à Saint-Vincent du Mans, le 7 février 1749. Il est l'auteur de l'Histoire littéraire de la France.
- Jean-Jacques Crévelier, député à la Convention nationale, né à Confolens le 25 avril 1764 et mort à Aarau (HB) le 9 février 1818.
- La famille Pougeard du Limbert (Confolens) [30]:
  - Jean-Baptiste Pougeard (1709-1764), sieur du Limbert, né et décédé à Confolens, avocat au parlement de Paris, juge sénéchal du comté de Confolens, ancêtre des barons Pougeard-Dulimbert.
  - Père Jean-Joseph Pougeard du Limbert, jésuite, né à Confolens en 1711 et mort à Esse en 1790.
  - François Pougeard du Limbert, 1er baron Pougeard-Dulimbert, préfet de l'Empire, député de la Charente, né à Confolens en 1753 et décédé à Limoges en 1837.
  - Jean-Joseph Pougeard du Limbert, 2e baron Pougeard-Dulimbert, général de brigade, député de la Charente, né à Confolens en 1786 et décédé à Limoges en 1848.
- Léonide Babaud-Laribière, préfet, député de la Charente, né à Confolens en 1819 et mort à Perpignan en 1873.
- Antoine Babaud-Lacroze, maire de Confolens, conseiller général, député de la Charente, né à Confolens en 1846 et mort à Confolens en 1930.
- Léonide Babaud-Lacroze, fils d'Antoine,  né à Confolens en 1876, mort à Paris  en 1949,  fut également sénateur radical de la Charente et conseiller général de Confolens, auteur de nombreux ouvrages d'histoire locale dont une  intéressante chronique politique et sociale intitulée Confolens sous la Troisième République.
- Le bactériologiste,immunologiste, photographe et médecin Émile Roux ,il est né le 17 décembre 1853 à Confolens, il fut un des plus proches collaborateurs de Pasteur (1822-1895), et fonda avec lui l'Institut Pasteur ; on lui doit la découverte du sérum antidiphtérique. Émile Roux vit ses travaux récompensés par la prestigieuse médaille Copley en 1917.
- L'écrivain et journaliste Anatole Baju, fondateur de la revue Le Décadent, y est né en 1861.
- L'acteur Noël-Noël, de son vrai nom, Lucien Edouard Noël. À Confolens, le souvenir de l'artiste est très présent, même s'il semble que les jeunes générations le méconnaissent. Dommage ! Leur collège porte pourtant son nom ainsi qu'un square et un rond-point. Noël-Noël s'est particulièrement intéressé au Festival de Confolens, lors de ses débuts.
- Henri Désaphie dit « Filau » né en 1911 à Confolens et y est mort en 1998. Il est le créateur du Festival de Confolens.
- Michel Maury-Laribière, industriel français, né en 1920 à Confolens et décédé le 17 avril 1990. Il fut premier vice-président du CNPF en 1986 aux côtés de François Perigot. Il habita la commune toute sa vie, refusant de s'exiler à Paris où ses activités professionnelles le réclamaient.
- Alain Tingaud, né le 13 novembre 1954 à Confolens, ingénieur et dirigeant français de rugby à XV.
- Vincent Perrot, est né le 3 août 1965 à Confolens. Animateur de radio (RTL) et de télévision français (TF1 & France 3). En 1998, Vincent Perrot devient l'homme le plus rapide du monde sur 250 m avec 402,8 km/h en dragster. Son père, le docteur Marcel Perrot, a été maire de la ville entre 1965 et 1975.

### Héraldique
| Blason | Blasonnement : D'or au pont de trois arches d'argent * sommé de trois tours du même, posé sur des ondes d'azur, surmonté des trois lettres capitales C, F et L de sable. |